# Croația
Croația (în croată Hrvatska pronunțat [xř̩ʋaːtskaː] ⓘ), oficial Republica Croația (în croată Republika Hrvatska pronunțieⓘ) este o țară aflată la limita între Europa Centrală și cea de Sud-Est, pe țărmul estic al Mării Adriatice. Capitala și cel mai mare oraș al țării este Zagreb. Țara este împărțită în 20 de diviziuni administrative („županije”) și orașul Zagreb. Croația acoperă 56.594 km² și are o climă diversă, predominant temperat continentală și mediteraneană. Coasta croată a Adriaticii are peste o mie de insule. Populația țării este de 4,29 milioane de locuitori, majoritatea croați și majoritatea romano-catolici.
Între secolele al V-lea–al VII-lea, „croații albi” s-au stabilit în Croația actuală. Statul lor era la sfârșitul secolului al IX-lea organizat în două ducate. Tomislav a devenit primul rege în 925, ridicând Croația la rang de regat. Regatul Croației și-a păstrat suveranitatea aproape două veacuri, atingând maxima expansiune în timpul domniei regelui Peter Krešimir al IV-lea și a lui Dmitar Zvonimir. Croația a intrat într-o uniune personală cu Ungaria în 1102. În 1527, în fața cuceririi otomane, parlamentul croat l-a ales pe Ferdinand I din Casa de Habsburg pe tronul croat. În 1918, după Primul Război Mondial, Croația a fost pentru scurt timp inclusă în Statul Slovenilor, Croaților și Sârbilor care și-a declarat independența față de Austro–Ungaria și a co-fondat apoi Regatul Iugoslaviei. Un stat croat independent a existat pentru scurt timp în timpul celui de Al Doilea Război Mondial ca stat-marionetă fascist. După război, Croația a devenit membru-fondator și republică federală constituentă a RSF Iugoslavia, sub denumirile de Republica Populară Croația și Republica Socialistă Croația. În iunie 1991, Croația și-a declarat independența, care a intrat în vigoare la 8 octombrie în același an. Războiul de Independență al Croației a durat patru ani după declararea independenței și a fost câștigat.
Croația de astăzi are un Indice al Dezvoltării Umane foarte ridicat. Fondul Monetar Internațional clasifică Croația, din punct de vedere al nivelului de dezvoltare economică, în categoria economiilor emergente și dezvoltate, în timp ce în clasificarea Băncii Mondiale este inclusă în categoria economilor cu nivel mare al veniturilor (peste 12.480 US$/locuitor). Croația este membră a Uniunii Europene, a Organizației Națiunilor Unite, a Consiliului Europei, a NATO, a Organizației Mondiale a Comerțului, a CEFTA, a Spațiului Schengen, a Zonei euro (de la 1 ianuarie 2023)
și membru-fondator a Uniunii pentru Mediterana. Ca participant activ la forțele ONU de menținere a păcii, Croația a contribuit cu trupe la misiunea condusă de NATO în Afganistan și a deținut un loc nepermanent în Consiliul de Securitate al ONU în 2008–2009.
Sectorul serviciilor domină economia Croației, fiind urmat de industrie și agricultură. Turismul este o sursă importantă de venituri în timpul verii, Croația clasându-se pe locul 18 în clasamentul celor mai populare destinații turistice din lume. Statul controlează o parte din economie, având un nivel substanțial al cheltuielilor guvernamentale. Uniunea Europeană este cel mai important partener comercial al Croației. Începând cu 2000, guvernul croat a investit în infrastructură, mai ales în dezvoltarea infrastructurii de transport situată pe traseele coridoarelor pan-europene. Croația își asigură cea mai mare parte din necesarul energetic și de electricitate din surse interne, diferența fiind importată. Croația are un sistem public de sănătate universal, precum și un sistem educațional care asigură gratuitatea învățământului primar și gimnazial, susținând cultura prin numeroase instituții publice și prin investiții corporatiste în mass-media și edituri. Croația este o țară cu importante contribuții culturale, artistice, științifice și în domeniul sportului, la nivel mondial. Ea este totodată renumită pentru gastronomia tradițională și calitatea vinurilor locale.

## Istorie

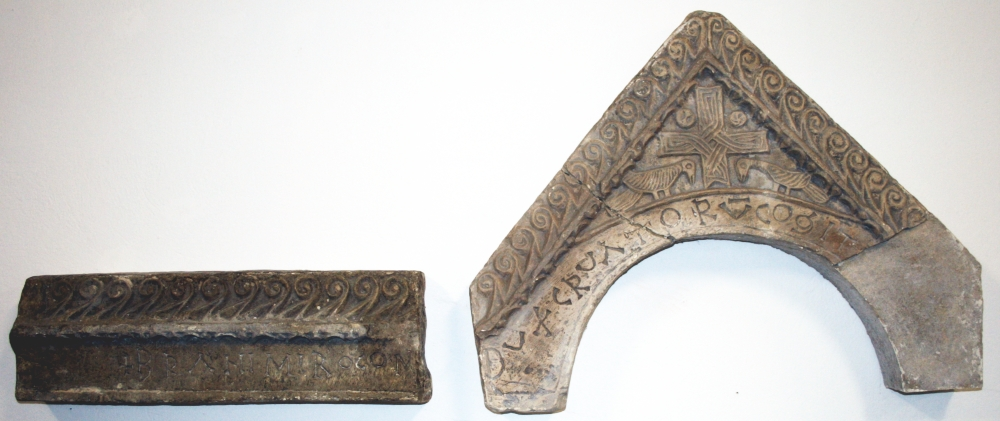
Inscripția Branimir

Originea termenului de „croat” „Croația” este incertă, fiind vehiculate mai multe teorii, cele mai cunoscute afirmând că el reprezintă fie o denumire gotică fie una indo-ariană dată unui trib slav.
Prima atestare certă a unui termen amintind de Croația este o găsim în așa numita „Inscripție Branimir”, săpată într-un ancadrament de piatră, descoperit printre ruinele unei biserici din secolul al IX-lea. Inscripția în limba latină, din 888, face referire la „BRANIMIRO COM[MES] … DUX CRUATORVM COGIT[AVIT]….”, un „Branimir, duce al Croaților”.
Mai există și un hrisov din 852 atribuit ducelui Trpimir⁠(d), tot în limba latină, în care Trpmir se autointitulează „... din mila lui Dumnezeu Duce al Croaților”( „Dux Chroatorum iuvatus munere divino”) iar domeniul său „Regatul Croaților” („Regnum Chroatorum”). Originalul s-a pierdut, fiind păstrată doar o copie din 1568, ceea ce face să existe îndoieli privind autenticitatea sa.
Cea mai veche mențiune scrisă, în limba croată, a termenului „croat” (xъrvatъ) este întâlnită în tăblița Baška, care îl menționează pe „Zvonimir, rege croat” (zvъnъmirъ kralъ xrъvatъskъ).<

### Preistorie și Antichitate

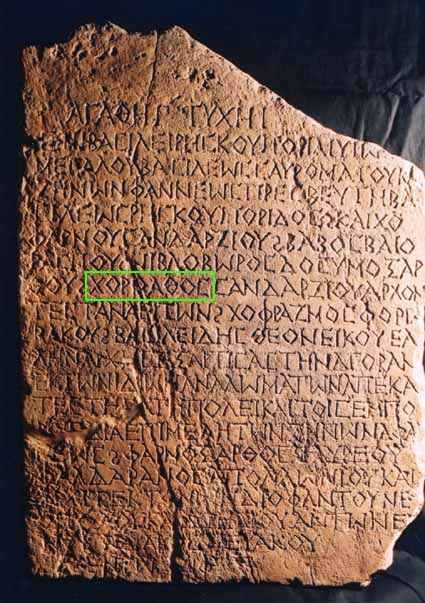
Tăblița B de la Tanais, cu numele Khoroáthos evidențiat.

Pe teritoriul de astăzi al Croației au fost descoperite urme de locuire umană datând din perioada preistorică. Fosile de neanderthalieni datând de la jumătatea paleoliticului au fost găsite în nordul Croației, cel mai celebru și mai bine conservat sit fiind cel de la Krapina. Rămășițe din mai multe culturi neolitice și calcolitice s-au găsit în toate regiunile țării. Cea mai mare parte din situri se află pe văile râurilor din Croația de nord, iar cele mai importante culturi descoperite sunt Starčevo, Vučedol și Baden. Din Epoca Fierului s-au păstrat urme ale culturii ilirice timpurii Hallstatt și ale culturii celtice La Tène.
Mult mai târziu regiunea a fost colonizată de liburni⁠(d) și iliri, în vreme ce primele colonii grecești au fost înființate pe insulele Korčula, Hvar și Vis. În anul 9 e.n. teritoriul Croației de astăzi a devenit parte din Imperiul Roman. Împăratul Diocletian a construit un mare palat la Split când s-a retras în anul 305. În secolul al V-lea unul din ultimii împărați ai Imperiului Roman de Apus, Julius Nepos, și-a condus micul imperiu din acel palat. Perioada ia sfârșit cu invaziile avarilor și slavilor în prima jumătate a secolului al VII-lea și distrugerea aproape tuturor orașelor romane. Supraviețuitorii romani s-au retras în poziții mai favorabile pe coaste, pe insule și în munți. Orașul Dubrovnik a fost înființat de astfel de supraviețuitori din Epidaurum.
Etnogeneza poporului croat este un aspect încă neclarificat pe deplin, fiind vehiculate mai multe teorii, dintre care cele mai cunoscute sunt cele care susțin originea croaților ca fiind slavă sau ariană.
Cea mai răspândită dintre aceste teorii afirmă că strămoșii croaților sunt un trib slav cunoscut sub numele de „Croații Albi” care între secolele V-VII au migrat din regiunea Silezia (Polonia de astăzi), la solicitarea împăratului bizantin Heraclius (610-641) de a coloniza coasta Dalmației, care fusese masiv depopulată în urma invaziilor popoarelor migratoare, intenția împăratului fiind ca astfel să întărească apărarea acestei frontiere a imperiului în fața puternicului Regat Avar. Cu timpul, noii sosiți au intrat în contact cu autohtonii iliri și cu locuitorii romanizați rămași aici (vlahii), amestecându-se cu aceștia, rezultatul sintezei fiind croații actuali.
Cea de-a doua teorie, mai puțin susținută, afirmă că la origine croații ar fi un trib de origine ariană, din ramura alano-sarmatică, care la un moment ulterior în timp a fost slavizat și a ocupat teritoriul de astăzi al Croației. Această teorie se bazează pe așa numitele Tăblițe de la Tanais, inscripții în piatră, în limba greacă din anticul oraș Tanais (lângă orașul Rostov pe Don din zilele noastre), datând din secolul III e.n. Aceste inscripții conțin trei nume proprii, care au fost interpretate ca având legătură cu etnonimul „croat”: Χορούαθ[ος], Χοροάθος și Χορόαθος (Horoúathos, Horoáthos și Horóathos).

### Evul Mediu

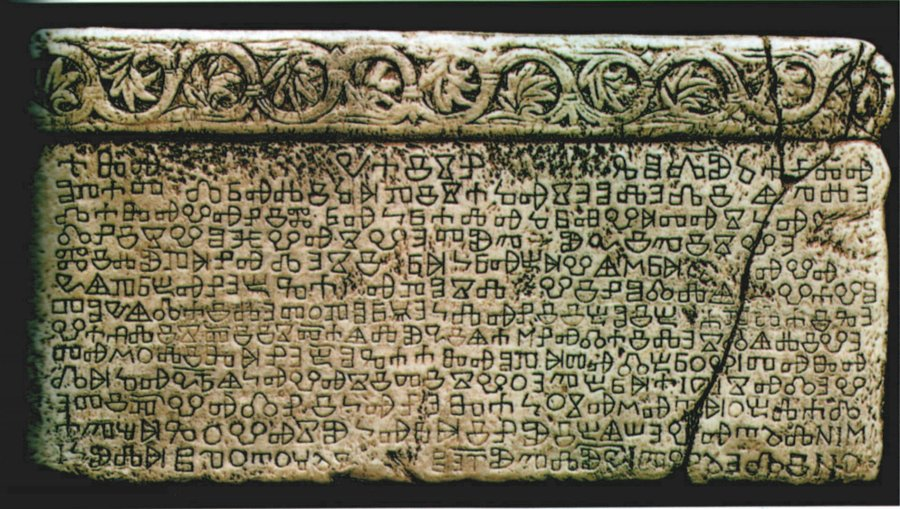
Tăblița de la Baška, cea mai veche dovadă a scrierii glagolitice.

Conform lucrării De Administrando Imperio scrisă de împăratul bizantin din secolul al X-lea Constantin al VII-lea, „croații albi” ajunseseră în Croația de astăzi la începutul secolului al VII-lea, dar afirmația aceasta este contestată și alte ipoteze datează evenimentul în secolele al VI-lea și al IX-lea. În cele din urmă, s-au înființat două ducate—Ducatul Panoniei și Ducatul Dalmației, conduse de Ljudevit Posavski⁠(d) și de Borna, așa cum atestă cronicile lui Einhard⁠(d) începând cu anul 818. Înregistrarea reprezintă primul document despre pământurile croate, state vasale ale Franciei la acea vreme. Suzeranitatea francă a luat sfârșit în timpul domniei lui Mislav două decenii mai târziu. Conform lui Constantin al VII-lea, creștinarea croaților a început în secolul al VII-lea, dar afirmația este contestată și în general creștinarea este asociată cu secolul al IX-lea. Primul conducător croat băștinaș recunoscut de Papă a fost ducele Branimir, pe care Papa Ioan al VIII-lea îl numea Dux Croatorum („Ducele Croaților”) în 879.

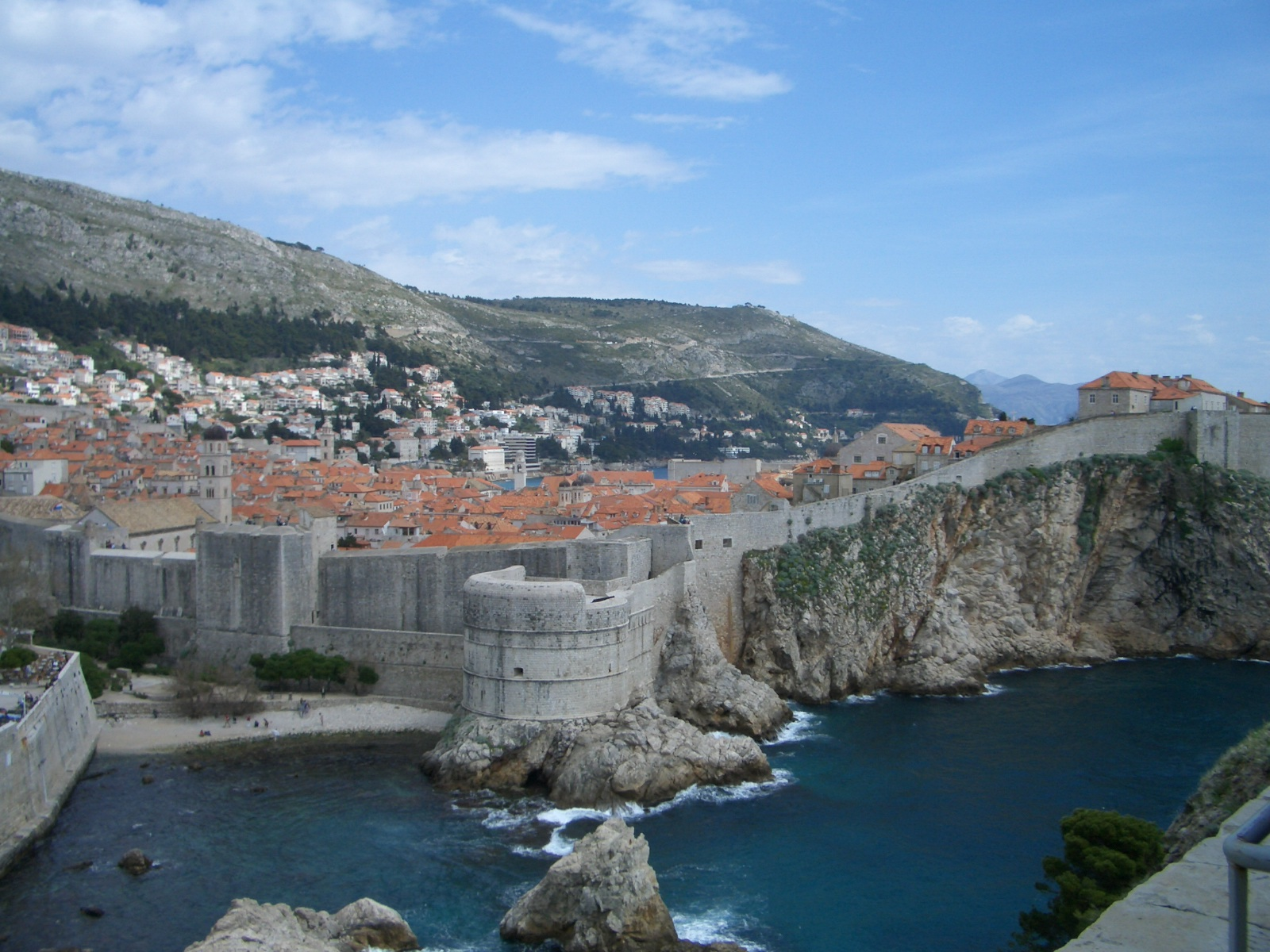
Zidurile Dubrovnikului, care au contribuit la apărarea orașului în Evul Mediu și la asediul din 1991-1992

Tomislav a fost primul domnitor al Croației denumit rege într-o scrisoare de la Papa Ioan al X-lea, datând astfel regatul Croației în anul 925. Tomislav a oprit o invazie maghiară și una bulgară, mărind influența regilor croați. Regatul Croat medieval a ajuns la maxima expansiune în secolul al XI-lea, în timpul domniilor lui Petar Krešimir al IV-lea (1058–1074) și a lui Dmitar Zvonimir (1075–1089). Când Stjepan al II-lea a murit în 1091, stingându-se astfel dinastia Trpimirović, Ladislau I al Ungariei a revendicat coroana croată. Opoziția față de revendicarea acestuia a dus la un război și la uniunea personală între Croația și Ungaria în 1102, sub conducerea lui Coloman.
În următoarele patru secole, Regatul Croației a fost condus de Sabor (parlament) și un ban numit de rege. În această perioadă a crescut amenințarea cuceririi otomane și s-a întețit lupta contra Republicii Venețiene pentru controlul asupra zonelor de coastă. Venețienii au cucerit aproape toată Dalmația înainte de 1428, cu excepția orașului-stat Dubrovnik care a devenit independent. Cuceririle otomane au dus în 1493 la bătălia de pe câmpia Krbava și în 1526 la bătălia de la Mohács, ambele luând sfârșit cu victorii otomane decisive. Regele Ludovic al II-lea a murit la Mohács și, în 1527, Parlamentul de la Cetin l-a ales pe Ferdinand I din Dinastia Habsburg ca nou domnitor al Croației, cu condiția ca el să apere țara de otomani respectându-i în același timp drepturile politice. În acea perioadă, țara a fost dominată de nobilimea autohtonă, între care familiile Frankopan⁠(d) și Šubić⁠(d), din rândul cărora au fost numiți numeroși bani.

### Imperiul Habsburgic și Austro-Ungaria

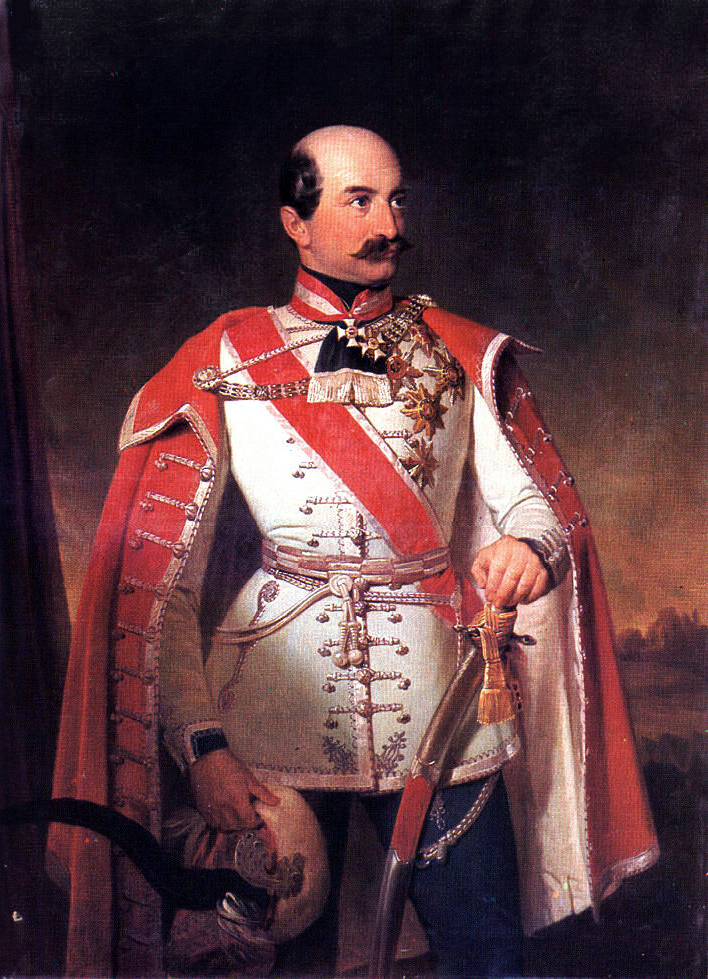
Banul Josip Jelačić s-a luptat cu maghiarii în 1848 și 1849

În urma victoriilor otomane decisive, Croația a fost împărțită între teritorii civile și teritorii militare, începând cu 1538. Teritoriile militare aveau să devină cunoscute ca Frontiera militară croată și erau controlate direct de împăratul austriac. Înaintarea otomană în teritoriul croat a continuat până la bătălia de la Sisak din 1593, prima mare înfrângere otomană, urmată de stabilizarea granițelor. În timpul Marelui Război Austro-Turc (1667–1698), a fost recucerită Slavonia, dar Bosnia de vest, care făcuse parte din Croația înaintea cuceririi otomane, a rămas în afara controlului croat. Frontiera actuală între cele două țări este o rămășiță a acelui rezultat. Dalmația, partea sudică a graniței, a fost și ea definită similar de către al Cincilea și al Șaptelea Război Turco-Venețian. Războaiele Croato–Otomane au produs mari schimbări demografice. Croații au migrat către Austria și croații din Burgenland de astăzi se trag din acei coloniști. Pentru a-i înlocui pe croații refugiați, Habsburgii au adus populații creștine ortodoxe din Bosnia și Serbia rămase în Imperiul Otoman, pentru a aduce servicii militare în frontiera militară croată. Migrația sârbească în regiune a atins maximul în timpul Marilor Migrații Sârbești din 1690 și 1737–39.
Între 1797 și 1809, Primul Imperiu Francez a ocupat treptat întreaga coastă a Adriaticii și o parte semnificativă din teritoriul continental, punând capăt republicilor Veneția și Ragusa, înființând Provinciile Ilire. Ca răspuns, Marina Regală britanică a declanșat blocada Adriaticii, ducând la bătălia de la Vis din 1811. Provinciile Ilire au fost capturate de austrieci în 1813, și absorbite de Imperiul Austriac după Congresul de la Viena din 1815. Aceasta a dus la formarea Regatului Dalmației și la readucerea litoralului croat în granițele Regatului Croației, ambele sub aceeași coroană habsburgică.

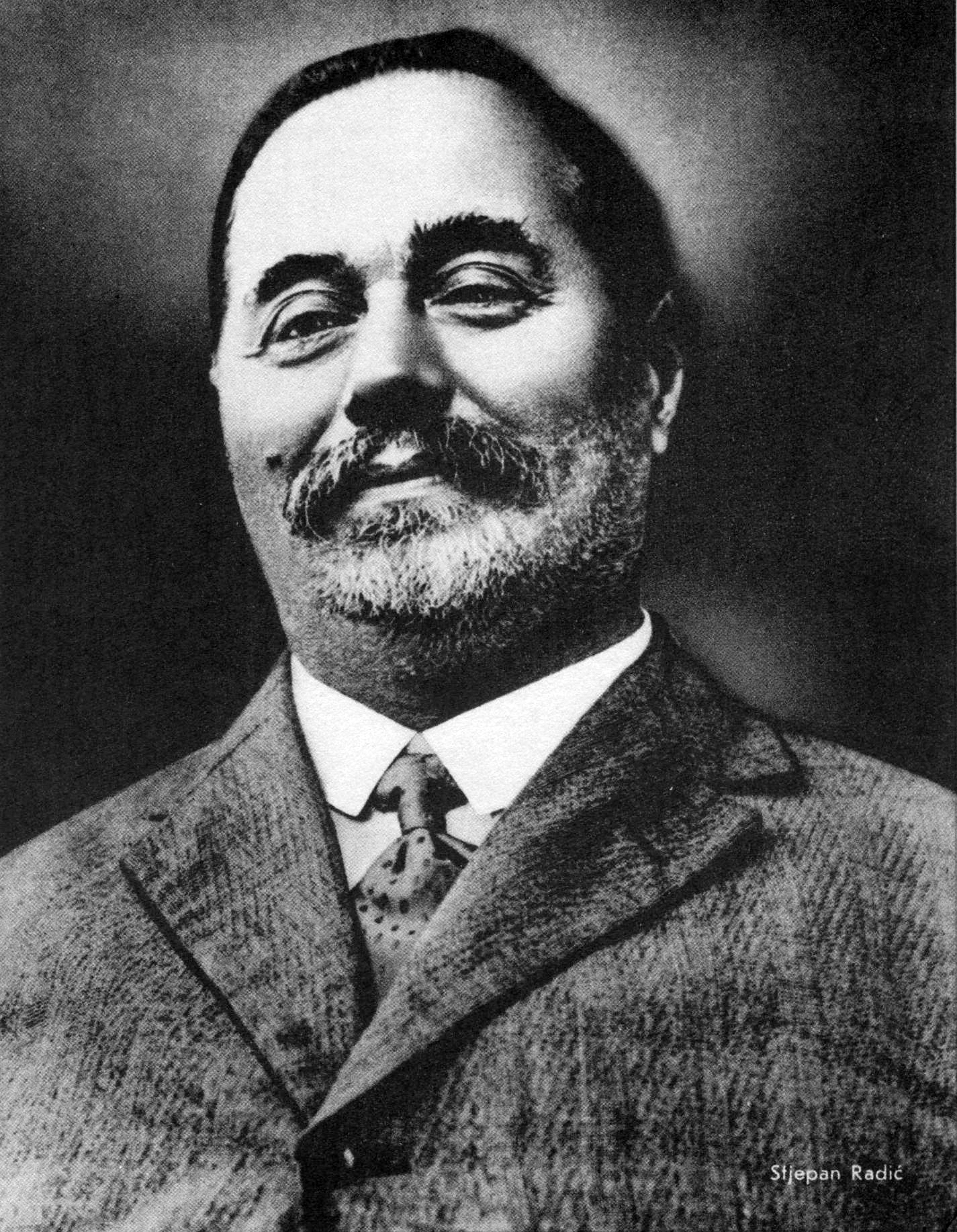
Liderul HSS Stjepan Radić

Anii 1830 și 1840 au fost anii naționalismului romantic ce a inspirat renașterea națională croată, o campanie politică și culturală ce susținea unitatea tuturor slavilor sudici din Imperiul Austriac. Scopul său principal era standardizarea unei singure limbi drept contrapondere față de limba maghiară, împreună cu promovarea culturii și literaturii croate. În timpul revoluției maghiare din 1848, croații au rămas de partea Imperiului Austriac, banul Josip Jelačić contribuind la înfrângerea forțelor maghiare în 1849, și aducând o perioadă de germanizare. Până în anii 1860, eșecul politicii a devenit evident și, coroborat cu înfrângerea Austriei în Războiul Austro-Prusac, a dus la Compromisul austro-ungar din 1867 cu divizarea Imperiului Austriac prin individualizarea în cadrul său a Regatului Ungariei, aflat în uniune personală cu primul. Tratatul a lăsat în seama Ungariei problema statutului Croației, acesta fiind rezolvat prin înțelegerea croato-maghiară din 1868, când regatele Croația și Slavonia au fost unificate. Regatul Dalmației a rămas de facto sub control austriac, în vreme ce Rijeka a păstrat statutul de Corpus separatum introdus în 1779. După ce Austro-Ungaria a ocupat Bosnia și Herzegovina după Tratatul de la Berlin din 1878, frontiera militară croată a fost desființată, iar teritoriul ei a revenit la Croația în 1881, conform înțelegerii croato-maghiare. Noi eforturi de a reforma Austro-Ungaria, prin federalizare într-o structură în care Croația ar fi fost unitate federală, au fost oprite de Primul Război Mondial.

### Regatul Iugoslaviei și Al Doilea Război Mondial
La 29 octombrie 1918, Saborul Croației a proclamat independența țării și a hotărât unirea ei cu nou-formatul Stat al Slovenilor, Croaților și Sârbilor, care apoi s-a unit cu Regatul Serbiei la 4 decembrie 1918 și a format Regatul Sârbilor, Croaților și Slovenilor. Constituția din 1921 care a definit țara ca stat unitar, abolind unitățile administrative istorice, a pus capăt autonomiei croaților. Noua constituție a întâmpinat opoziție din partea principalului partid politic național—Partidul Țărănesc Croat (HSS) condus de Stjepan Radić. Situația politică s-a deteriorat mai mult după ce Radić a fost asasinat în parlamentul iugoslav în 1928, ceea ce a dus la dictatura regelui Alexandru în ianuarie 1929. Dictatura a luat sfârșit oficial în 1931 când regele a impus o constituție mai unitaristă, și a schimbat numele țării în Iugoslavia. Sub conducerea lui Vladko Maček⁠(d), HSS continuat să susțină federalizarea Iugoslaviei, ceea ce a avut ca rezultat acordul Cvetković–Maček din august 1939 și crearea banovinei autonome a Croației. Guvernul iugoslav a păstrat controlul apărării, securității, afacerilor externe, comerțului exterior și a transporturilor, în vreme ce restul problemelor au fost lăsate în seama Saborului croat și a banului numit de rege.
În aprilie 1941, Iugoslavia a fost ocupată de Germania și de Italia. După invazie, părți din Croația, Bosnia și Herțegovina, și regiunea Syrmia au fost incorporate în Statul Independent al Croației (NDH), un stat-marionetă susținut de naziști. Părți din Dalmația au fost anexate de Italia și regiunile nordice Baranja și Cantonul Međimurje au fost anexate de Ungaria horthystă. Regimul NDH a fost condus de Ante Pavelić și de gruparea ultranaționalistă Ustaše. Regimul a introdus legi antisemite și a efectuat o campanie de purificare etnică și genocid împotriva sârbilor și romilor din NDH, înființând lagăre de concentrare ca cele de la Jasenovac și Stara Gradiška. Se estimează că dintre cei 39.000 de evrei din țară, au supraviețuit doar 9.000; restul au fost uciși sau deportați în Germania, atât de autoritățile locale, cât și de armata germană însăși. Izvoarele sârbe și cele croate dau cifre diferite. Se estimează că au fost uciși în total între 320.000 și 334.000 de sârbi pe actualul teritoriu al Croației și Bosniei și Herțegovinei, care corespunde aproximativ cu teritoriul NDH, din diverse cauze - fie de către regim, fie ca membri ai rezistenței armate, fie uciși ca colaboraționiști. În total, numărul estimat al victimelor sârbe în toată Iugoslavia în timpul războiului a fost de circa 537.000. În același timp, circa 200.000 de croați au fost uciși în al Doilea Război Mondial, tot astfel, din mai multe cauze.

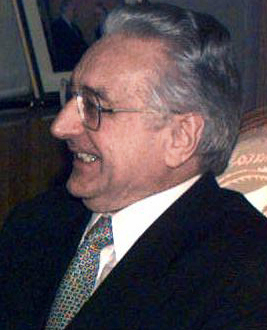
Franjo Tuđman, primul președinte al Croației

A apărut în curând o mișcare de rezistență. La 22 iunie 1941 s-a înființat primul detașament de partizani lângă Sisak, ea fiind prima unitate militară formată de o mișcare de rezistență în Europa ocupată de naziști. Aceasta a declanșat începutul mișcării partizane iugoslave, o grupare de rezistență comunistă, multi-etnică, condusă de Josip Broz Tito. Mișcarea s-a extins cu repeziciune și la Conferința de la Teheran din decembrie 1943, partizanii au fost recunoscuți de Aliați. Cu susținerea Aliaților în termeni de logistică, echipament, pregătire și acoperire aeriană, și cu ajutorul soldaților sovietici care au luat parte la Ofensiva Belgradului din 1944, partizanii au recâștigat controlul asupra Iugoslaviei și asupra regiunilor de frontieră ale Italiei și Austriei până în mai 1945. Aspirațiile politice ale mișcării s-au reflectat în ZAVNOH⁠(d) (Consiliul Național Anti-Fascist de Eliberare Populară din Croația), care s-a dezvoltat în 1943 ca purtător al statalității Croației și transformat apoi în parlamentul Croației în 1945, și de AVNOJ—organismul omolog la nivelul Iugoslaviei.

### Republica Federală Iugoslavia și independența
După Al Doilea Război Mondial, Croația a devenit entitate federală socialistă a RSF Iugoslavia, guvernată ca partid unic de comuniști, dar bucurându-se de o largă autonomie în cadrul federației. În 1967, scriitori și lingviști croați au publicat Declarația privind Numele și Statutul Limbii Croate Standard, cerând o mai largă autonomie pentru limba croată. Declarația a promovat mișcarea națională care dorea drepturi civile sporite și descentralizarea economiei iugoslave, ceea ce a culminat cu Primăvara Croată din 1971, suprimată de conducerea iugoslavă. Chiar și așa, Constituția Iugoslavă din 1974 a dat entităților federale o autonomie sporită, îndeplinind unul din țelurile Primăverii Croate, și aducând o bază legală pentru independența republicilor federative componente.

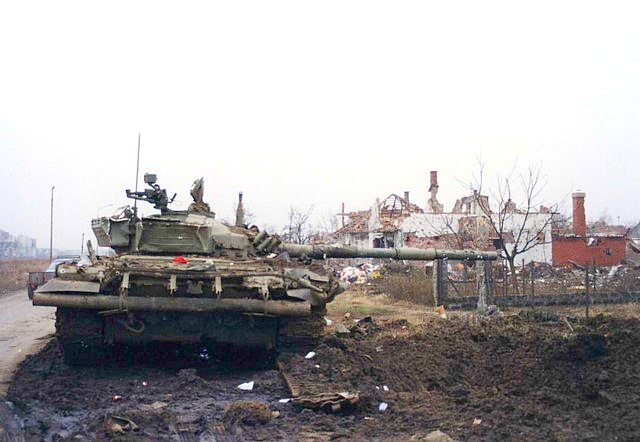
Tanc iugoslav distrus în asediul Vukovarului

În anii 1980, situația politică din Iugoslavia s-a deteriorat, tensiunile naționale alimentate de Memorandumul Academiei Sârbe de Științe și Arte din 1986 și de Loviturile de stat din 1989 din Voievodina, Kosovo și Muntenegru. În ianuarie 1990, Partidul Comunist s-a fragmentat pe linii naționale, facțiunea croată cerând mai multă autonomie. În același an, primele alegeri libere ținute în Croația s-au soldat cu victoria radicalului Franjo Tuđman și a partidului său, Uniunea Democrată Croată (HDZ), crescând și mai mult tensiunile naționaliste. Sârbii din Croația au părăsit Saborul și au declarat autonomia regiunilor ce aveau să devină cunoscute sub numele de Republica Sârbă Krajina, cu scopul de a obține independența față de Croația. Pe măsură ce tensiunile au crescut, Croația și-a declarat independența în iunie 1991, dar declarația a intrat în vigoare la 8 octombrie 1991.
Tensiunile au escaladat în Războiul Croat de Independență după ce Armata Populară Iugoslavă și diferite grupări paramilitare sârbești au atacat Croația. Până la sfârșitul lui 1991, un război foarte intens dus de-a lungul unui front larg a redus controlul croat la circa două treimi din teritoriul țării. La 15 ianuarie 1992, Croația a fost recunoscută de membrii Comunității Economice Europene și apoi și de ONU. Războiul a luat sfârșit în 1995 cu o victorie decisivă a Croației în august 1995. Restul zonelor ocupate au revenit la Croația după acordul de la Erdut din noiembrie 1995, procesul luând sfârșit în ianuarie 1998.

## Geografie

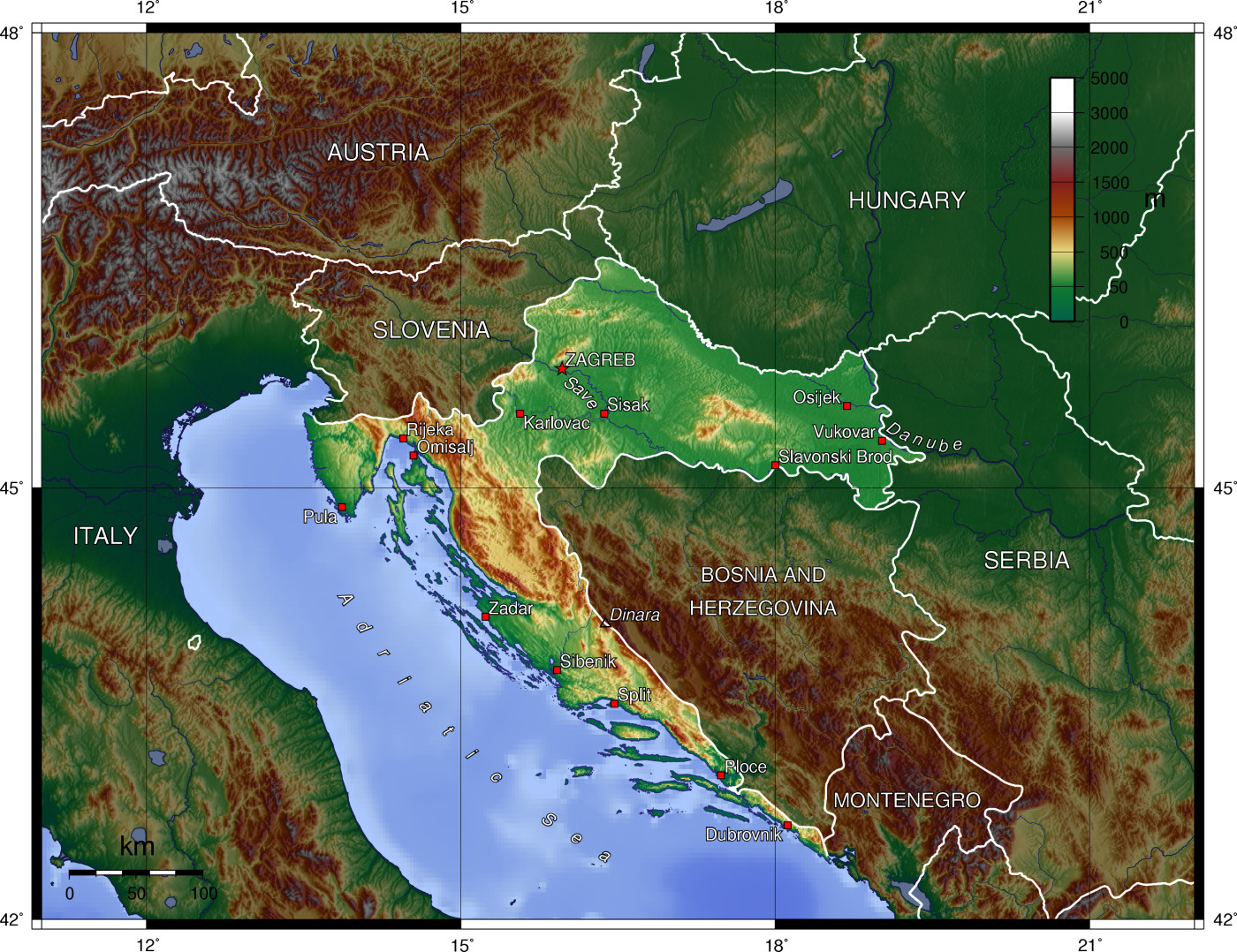
Hartă topografică a Croației

Croația se află în Europa Centrală și de Sud-Est, se învecinează cu Ungaria la nord-est, cu Serbia la est, cu Bosnia și Herțegovina la sud-est, cu Muntenegru la sud-est, cu Marea Adriatică la sud-vest și cu Slovenia la nord-vest. Ea se află în principal între paralelele de 42° și 47° latitudine nordică și între meridianele de 13° și 20° longitudine estică. O parte din teritoriul din sudul extrem din jurul Dubrovnikului este o exclavă legată de restul teritoriului doar prin ape teritoriale, pe uscat fiind separată de acesta printr-o fâșie ce aparține Bosniei și Herțegovinei, în jurul orașului Neum.
Teritoriul acoperă 56.594 km², fiind format din 56.414 km² de uscat și 128 km² de apă. Este a 127-a țară din lume ca mărime. Altitudinea variază de la munții Alpilor Dinarici cu cel mai înalt punct în vârful Dinara la 1.831 m la frontiera cu Bosnia și Herțegovina în sud până la țărmul Mării Adriatice care compune întreaga frontieră sud-vestică. Croația insulară constă din peste o mie de insule și insulițe de diverse dimensiuni, dintre care 48 sunt locuite permanent. Cele mai mari insule sunt Cres și Krk, fiecare dintre ele cu o suprafață de 405 km².
Nordul deluros din Hrvatsko zagorje⁠(d) și câmpiile estice din Slavonia (parte a Câmpiei Panonice) sunt traversate de marile râuri Sava, Drava, Kupa și Dunărea. Dunărea, al doilea fluviu al Europei ca lungime, curge prin orașul Vukovar din estul extrem și formează o mare parte din frontiera cu Serbia. Regiunile centrale și sudice de lângă coasta Adriaticii, precum și insulele, constau din munți de mică altitudine și culmi împădurite. Resursele naturale găsite în țară în cantități destul de importante pentru producție sunt petrolul, cărbunele, bauxita, minereul de fier inferior, calciul, gipsul, asfaltul natural, silicatul, mica, argilele, sarea și hidroenergia.
Relieful carstic compune aproape jumătate din Croația și în special se remarcă în Alpii Dinarici. În Croația există multe peșteri de mare adâncime, dintre care 49 sunt mai adânci de 250 m, 14 dintre ele depășind 500 m și trei având peste 1.000 m. Cele mai celebre lacuri din Croația sunt lacurile Plitvice, un sistem de 16 lacuri legate de cascade peste corpuri de dolomit și calcar. Lacurile sunt celebre pentru culorile lor distinctive, de la turcoaz, la verde închis, cenușiu și albastru.

### Clima

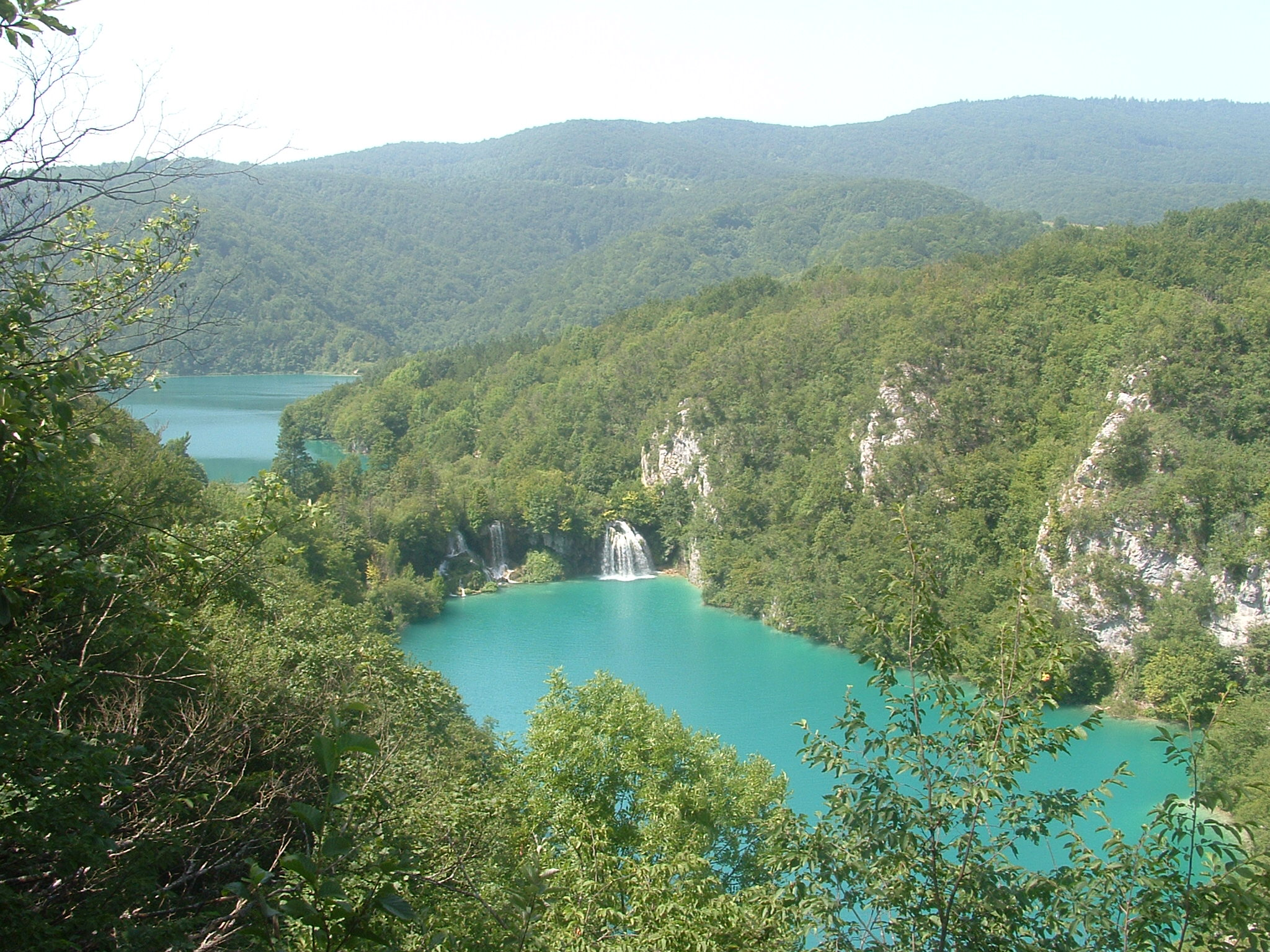
Parcul Național Lacurile Plitvice, un loc în lista patrimoniului mondial UNESCO

Mare parte din Croația are o climă continentală moderat caldă și ploioasă, conform clasificării climatice Köppen. Temperatura medie lunară se încadrează între −3 °C (în ianuarie) și 18 °C (în iulie). Cele mai reci părți ale țării sunt Lika⁠(d) și Gorski kotar⁠(d) unde se găsește zăpadă la altitudini de peste 1.200 m. Cele mai calde părți ale țării sunt coasta Adriaticii și mai ales zona din interiorul continentului aflată în imediata apropiere, caracterizate de o climă mediteraneană, temperaturile extreme fiind moderate de mare. În consecință, extremele termice sunt mai pronunțate în zonele continentale—cea mai joasă temperatură, de −35,5 °C s-a înregistrat la 3 februarie 1919 în Čakovec, iar maximul istoric de 42,4 °C s-a înregistrat la 5 iulie 1950 la Karlovac.
Precipitațiile medii anuale se încadrează între 600 mm și 3.500 mm în funcție de regiunea geografică și de tipul de climă. Cele mai puține precipitații se înregistrează în insule (Vis, Lastovo, Biševo⁠(d), Svetac⁠(d)) și în zonele estice ale Slavoniei, deși în cazul celei din urmă, aceasta are loc în sezonul vegetativ. Nivelele maxime de precipitații se întâlnesc în munții Dinara și în Gorski Kotar. Vânturile predominante în interior sunt vânturi dinspre nord-est sau sud-vest, moderate, iar în zonele de coastă domină vânturile facilitate de trăsături locale de relief. Viteze mai mari ale vânturilor sunt cel mai adesea înregistrate în lunile mai reci, de-a lungul coastei, în general bora și Siroco⁠(d). Cele mai însorite zone ale țării sunt insulele, în special Hvar și Korčula, cu peste 2700 de ore de soare pe an, urmate de zona sudică a coastei Adriaticii, cea nordică, și Slavonia, toate cu peste 2000 de ore de soare pe an.

### Biodiversitate

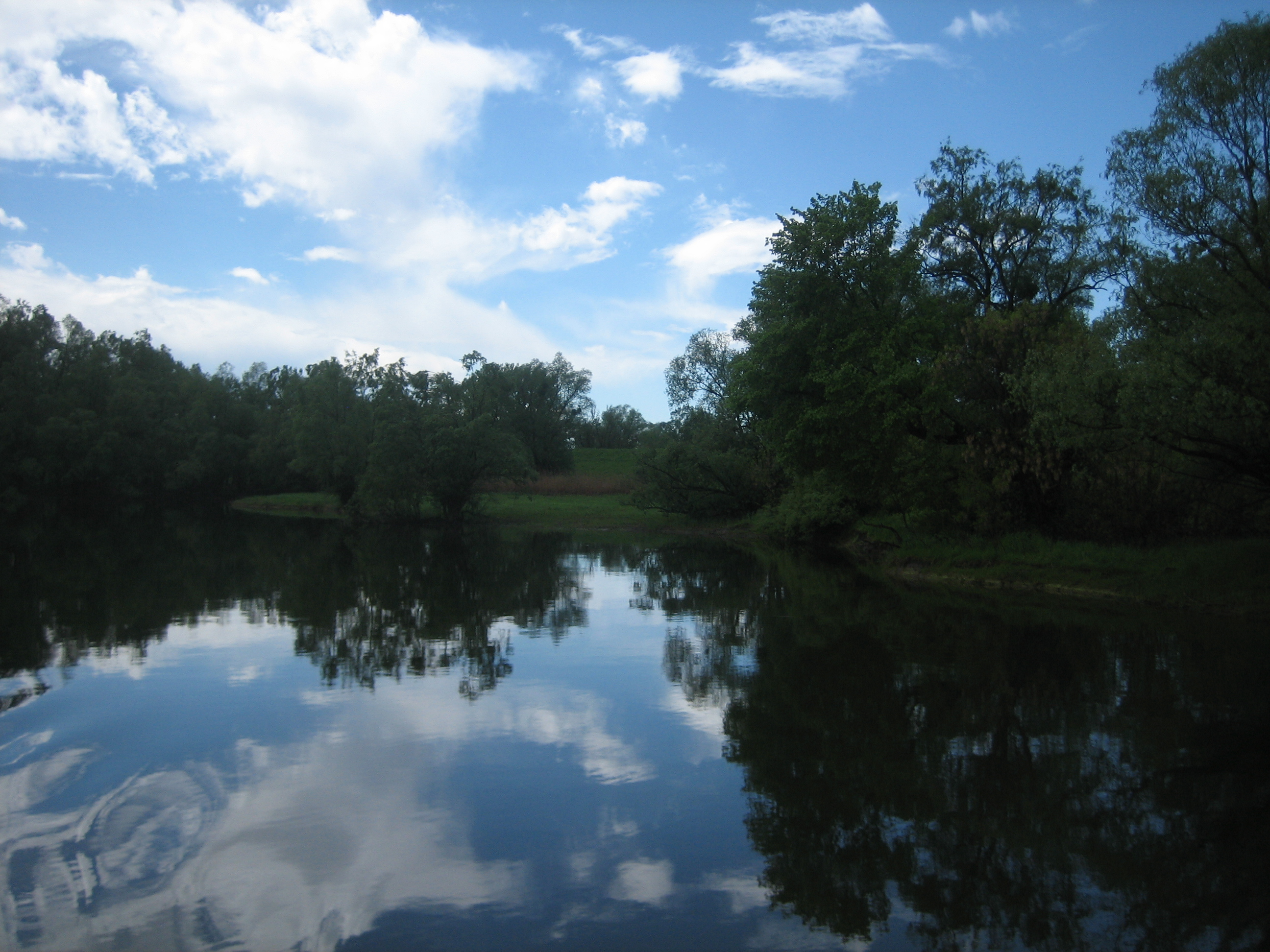
Parcul natural, una dintre cele mai mari zone umede din Europa

Croația poate fi împărțită în mai multe ecoregiuni din cauza climei și geomorfologiei sale, ea fiind astfel una dintre cele mai bogate țări europene în termenii biodiversității. Exista patru tipuri de regiuni biogeografice în Croatia—ce Mediteraneană de-a lungul coastei și în zona interioară imediată, cea Alpină în mare parte din Lika și Gorski Kotar, cea Panonică pe Drava și pe Dunăre, și continentală în restul teritoriului. Habitatele carstice conțin carsturi scufundate, cum ar fi cheile și barierele de tuf Zrmanja⁠(d) și Krka, precum și habitatele subterane. Geologia carstică cuprinde circa 7.000 de peșteri și avenuri, dintre care unele sunt habitat al singurului vertebrat acvatic de peșteră—Proteul de peșteră. Pădurile sunt și ele prezente semnificativ în țară, ele acoperind 2.490.000 ha, adică 44% din suprafața uscatului țării. Celelalte tipuri de habitat sunt zonele umede, pajiștile, mlaștinile, bălțile, tufărișurile, precum și habitatele marine și de coastă. În termeni fitogeografici, Croația face parte din regatul Boreal, fiind împărțit între provinciile Iliră și Central Europeană din cadrul regiunii Circumboreale și provincia Adriatică din regiunea Mediteraneană. World Wide Fund for Nature împarte Croația în trei ecoregiuni—pădurile de amestec panonice, pădurile de amestec din munții Dinarici și pădurile de foioase ilire.

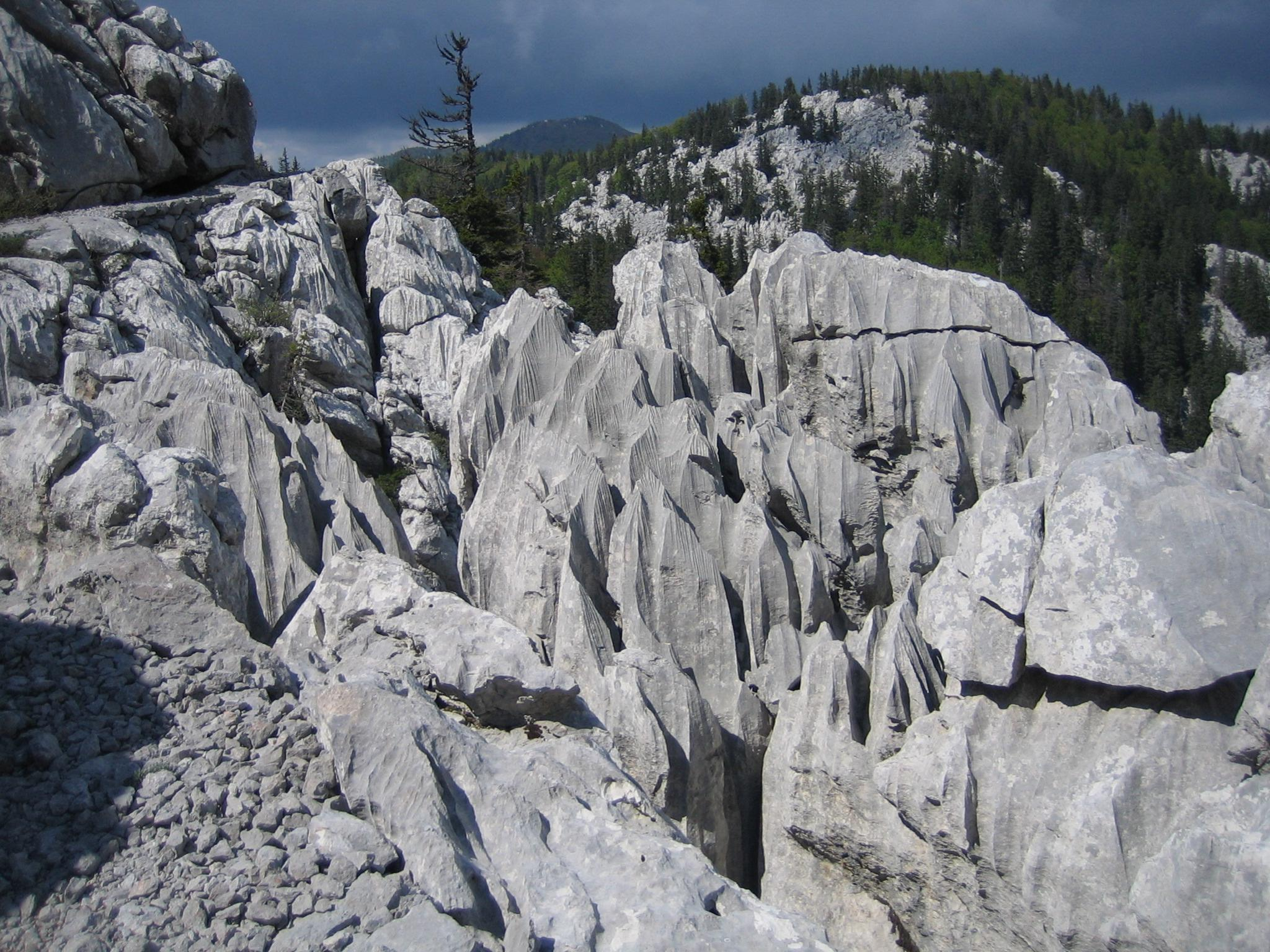
Carst în Parcul Național Sjeverni Velebit

Sunt cunoscute 37.000 de specii în Croatia, dar numărul lor real este estimat a fi între 50.000 și 100.000. Afirmația este susținută de cei circa 400 de noi taxoni de nevertebrate descoperiți în Croația în prima jumătate a anilor 2000. Există peste o mie de specii endemice, mai ales în munții Velebit și Biokovo, pe insulele din Adriatica și în râurile carstice. Legislația protejează 1.131 de specii. Cea mai gravă amenințare la adresa lor este pierderea și degradarea habitatelor. O altă problemă o constituie apariția de specii străine, mai ales alge Caulerpa taxifolia⁠(d). Invazia algelor este monitorizată regulat, ele fiind periodic înlăturate pentru a proteja habitatul bentonic. Tipurile indigene de plante cultivate și rasele de animale domestice sunt numeroase. Între acestea se numără cinci rase de cai, cinci rase de vite, opt rase de ovine, două de porci și una de găini. Chiar între speciile indigene se numără nouă care sunt amenințate cu dispariția.
În Croația există 444 de zone protejate, cuprinzând 9% din suprafața țării. Printre acestea se numără 8 parcuri naționale, două rezervații stricte și 10 parcuri ale naturii. Cea mai celebră zonă protejată și cel mai vechi parc național din Croația este Parcul Național Lacurile Plitvice, inclus în patrimoniul mondial UNESCO. Parcul Naturii Velebit face și el parte din programul UNESCO Omul și Biosfera. Rezervațiile stricte și speciale, ca și parcurile naționale și ale naturii, sunt gestionate și protejate de guvern, în vreme ce alte zone protejate sunt gestionate la nivel de canton. În 2005, a fost înființată Rețeaua Ecologică Națională, primul pas în pregătirea aderării la UE și la rețeaua Natura 2000.

## Politică

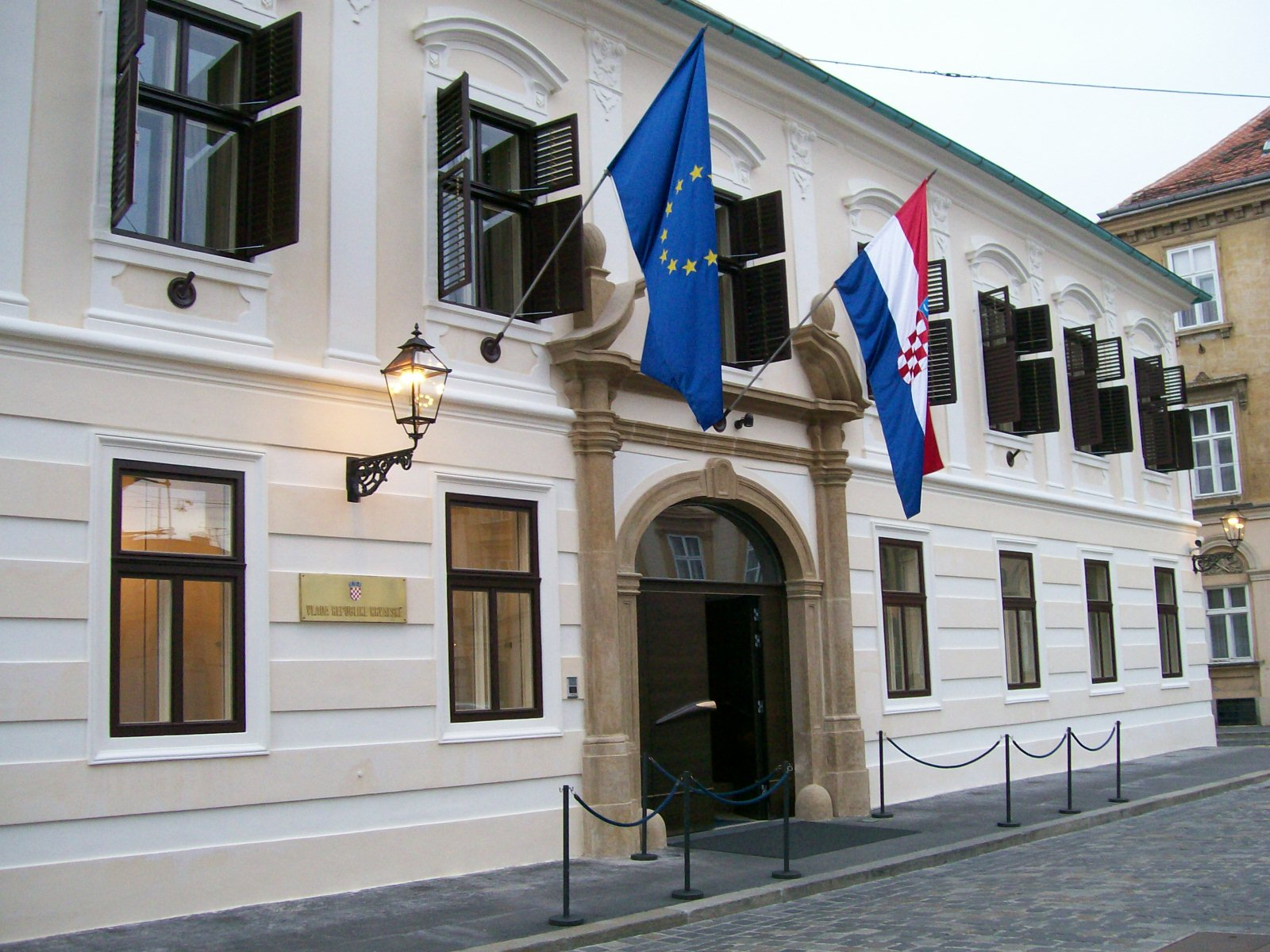
, fosta casă a banilor croați și actual sediu al guvernului

Croația este o republică parlamentară democratică și unitară. Odată cu prăbușirea partidului unic comunist în RSF Iugoslavia, Croația a adoptat actuala sa constituție în 1990 și tot atunci a organizat primele alegeri libere. Și-a declarat apoi independența la 8 octombrie 1991, ceea ce a accelerat destrămarea Iugoslaviei, independența fiindu-i recunoscută pe plan internațional de ONU în 1992. Conform constituției din 1990, Croația a funcționat o vreme ca sistem semiprezidențial, până în 2000 când a trecut la unul parlamentar. Puterile în statul croat sunt împărțite în ramurile legislativă, executivă și judecătorească. Sistemul legal din Croația este dreptul civil, puternic influențat, în structura sa instituțională, de moștenirea practicii legale din Austro-Ungaria. Până la încheierea negocierile pentru aderarea la UE la 30 iunie 2010, legislația Croației a fost complet armonizată cu acquis-ul comunitar.
Președintele (în croată Predsjednik Republike) este șeful statului, ales prin vot direct pe un mandat de cinci ani, fiind limitat de constituție la maxim două mandate. Pe lângă rolul de comandant suprem al forțelor armate, președintele are atribuția de a numi primul ministru, cu aprobarea parlamentului, și are influență asupra politicii externe. Ultimele alegeri prezidențiale au avut loc la 10 ianuarie 2010, și au fost câștigate de Ivo Josipović, care a preluat funcția prin depunerea jurământului la 18 februarie 2010.
Guvernul (în croată Vlada) este condus de primul ministru, fiind format din patru vice-prim-miniștri și 17 miniștri cu portofoliu. Puterea executivă are atribuțiile de a propune legi și bugetul, de a aplica legile, și de a dirija politicile internă și externă ale republicii. Reședința oficială a guvernului este Banski dvori⁠(d). Din 23 decembrie 2011, primul ministru al guvernului este Zoran Milanović.
Parlamentul (în croată Sabor) este corpul legislativ unicameral. O a doua cameră, Camera Cantoanelor, înființată în 1993 în conformitate cu constituția din 1990, a fost desființată în 2001. Numărul membrilor Saborului poate varia de la 100 la 160; ei sunt toți aleși prin vot popular pe mandate de patru ani. Ședințele Saborului au loc între 15 ianuarie și 15 iulie, și apoi între 15 septembrie și 15 decembrie. Cele mai mari partide politice din Croația sunt Uniunea Democrată Croată și Partidul Social-Democrat din Croația.
Croația are un sistem juridic cu trei niveluri, format din Curtea Supremă, Curțile Cantonale și cele municipale. Curtea Constituțională decide în aspecte legate de Constituție. Pe lângă acestea, mai există tribunale contravenționale, tribunale comerciale și de contencios administrativ. Aplicarea legii în Croația cade în responsabilitatea Poliției Croate, aflată sub controlul Ministerului de Interne. În procesul de aderare la UE, poliția a trecut printr-o semnificativă reformă, cu ajutorul agențiilor internaționale, între care OSCE, de la începerea misiunii sale în Croația la 18 aprilie 1996.

### Împărțire administrativă
Croația a fost împărțită în cantoane încă din Evul Mediu. Diviziunile s-au schimbat de-a lungul timpului, pentru a reflecta pierderile teritoriale în fața cuceririi otomane și ulterior eliberarea aceluiași teritoriu, schimbările statutului politic al Dalmației, Dubrovnikului și Istriei. Împărțirea tradițională a țării în cantoane a fost abolită în anii 1920s, când Regatul Sârbilor, Croaților și Slovenilor și ulterior Regatul Iugoslaviei au introdus regiunile și respectiv banovinele. Croația aflată sub control comunist, ca parte constituentă a Iugoslaviei postbelice, a abolit subdiviziunile anterioare și a introdus comunele, împărțind Croația direct în circa o sută de comune. Cantoanele au fost reintroduse în 1992, semnificativ modificate în termeni de teritoriu relativ la diviziunea dinainte de anii 1920: în 1918, partea maghiară a Croației a fost împărțită în opt cantoane cu reședințele la Bjelovar, Gospić, Ogulin, Požega, Vukovar, Varaždin, Osijek și Zagreb, iar legea din 1992 a înființat 14 cantoane în același teritoriu.
De când s-au reînființat cantoanele în 1992, Croația este împărțită în 20 de cantoane și orașul Zagreb, acesta din urmă având autoritate și statut legal de oraș și canton în același timp. Limitele cantoanelor s-au modificat în câteva instanțe, ultima revizuire având loc în 2006. Cantoanele se împart la rândul lor în 127 de orașe și 429 de comune. Împărțirea NUTS⁠(d) a Croației se face pe mai multe niveluri. Nivelul NUTS 1 plasează întreaga țară într-o singură unitate, la nivelul 2 existând trei regiuni: acestea sunt Croația de Nord-Vest, Croația Centrală și Estică (Panonică), și Croația Adriatică. Cea din urmă cuprinde toate cantoanele aflate de-a lungul coastei Adriaticii. Croația de Nord-Vest cuprinde orașul Zagreb și cantoanele Zagreb, Krapina-Zagorje, Varaždin, Koprivnica-Križevci și Međimurje, iar Croația Centrală și Estică (Panonică) cuprinde restul regiunilor—cantoanele Bjelovar-Bilogora, Virovitica-Podravina, Požega-Slavonia, Brod-Posavina, Osijek-Baranja, Vukovar-Syrmia, Karlovac și Sisak-Moslavina. Cantoanele și orașul Zagreb constituie unitățile de la nivelul NUTS 3 în Croația. Unitățile administrative locale NUTS au două niveluri. Diviziunile de nivel 1 reprezintă cantoanele și orașul Zagreb, coincizând cu unitățile NUTS 3, iar cele de nivel 2 corespund orașelor și comunelor Croației.
| Canton                | Reședință      | Suprafață (km²) | Populație |
| --------------------- | -------------- | --------------- | --------- |
| Bjelovar-Bilogora     | Bjelovar       | 2,652           | 119,743   |
| Brod-Posavina         | Slavonski Brod | 2,043           | 158,559   |
| Dubrovnik-Neretva     | Dubrovnik      | 1,783           | 122,783   |
| Istria                | Pazin          | 2,820           | 208,440   |
| Karlovac              | Karlovac       | 3,622           | 128,749   |
| Koprivnica-Križevci   | Koprivnica     | 1,746           | 115,582   |
| Krapina-Zagorje       | Krapina        | 1,224           | 133,064   |
| Lika-Senj             | Gospić         | 5,350           | 51,022    |
| Međimurje             | Čakovec        | 730             | 114,414   |
| Osijek-Baranja        | Osijek         | 4,152           | 304,899   |
| Požega-Slavonia       | Požega         | 1,845           | 78,031    |
| Primorje-Gorski Kotar | Rijeka         | 3,582           | 296,123   |
| Šibenik-Knin          | Šibenik        | 2,939           | 109,320   |
| Sisak-Moslavina       | Sisak          | 4,463           | 172,977   |
| Split-Dalmația        | Split          | 4,534           | 455,242   |
| Varaždin              | Varaždin       | 1,261           | 176,046   |
| Virovitica-Podravina  | Virovitica     | 2,068           | 84,586    |
| Vukovar-Srijem        | Vukovar        | 2,448           | 180,117   |
| Zadar                 | Zadar          | 3,642           | 170,398   |
| Cantonul Zagreb       | Zagreb         | 3,078           | 317,642   |
| Orașul Zagreb         | Zagreb         | 641             | 792,875   |

### Politica externă

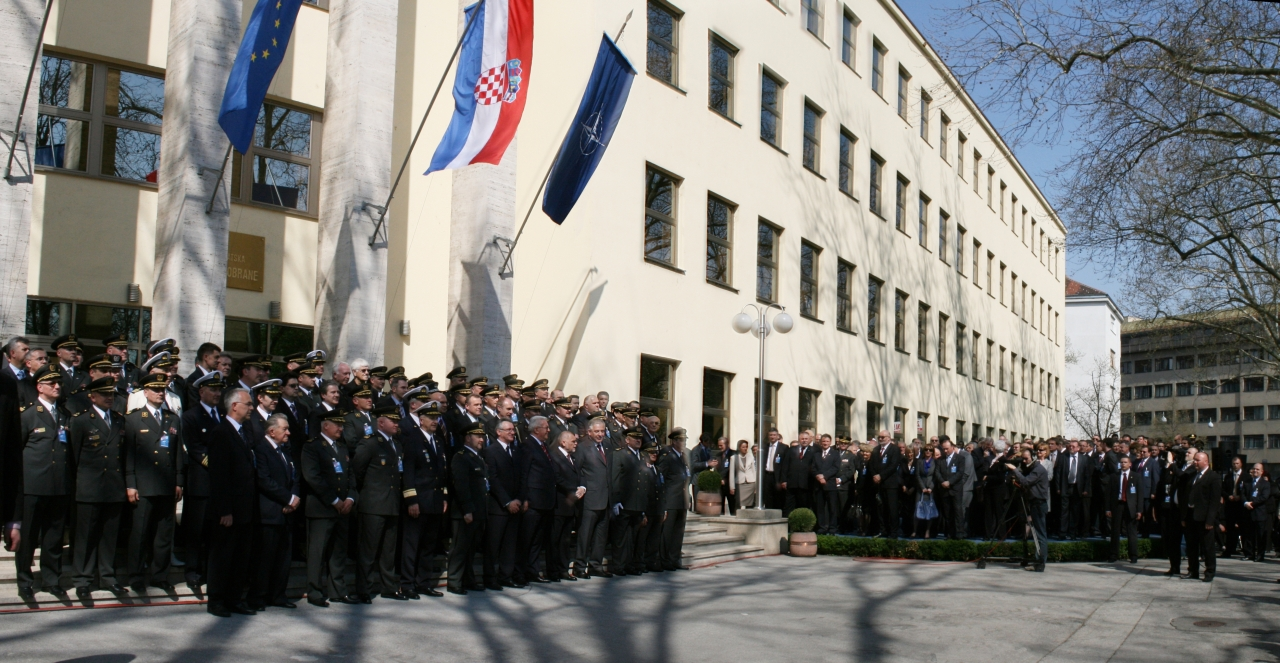
Ceremonia de ridicare a drapelului la Ministerul Apărării din Zagreb, pentru a marca aderarea la NATO în 2009

Croația întreține relații diplomatice cu 174 de țări. În 2009, Croația avea o rețea de 51 de ambasade, 24 de consulate și opt misiuni diplomatice permanente în străinătate. Mai mult, există 52 de ambasade și 69 de consulate⁠(d) străine în Republica Croația pe lângă birourile organizațiilor internaționale cum ar fi Banca Europeană pentru Reconstrucție și Dezvoltare, Organizația Internațională pentru Migrație, OSCE, Banca Mondială, Organizația Mondială a Sănătății (OMS), Tribunalul Penal Internațional pentru fosta Iugoslavie (ICTY), Programul pentru Dezvoltare al Națiunilor Unite, Înaltul Comisariat al Națiunilor Unite pentru Refugiați și UNICEF. În 2009, Ministerul Afacerilor Externe și Integrării Europene deținea 1.381 de angajați și cheltuia 648,2 milioane de kune (€86,4 milioane). Printre obiectivele declarate ale politicii externe croate se numără îmbunătățirea relațiilor cu țările vecine, dezvoltarea cooperării internaționale și promovare economiei croate și a Croației în general.
Din 2003, politica externă a Croației s-a orientat și către îndeplinirea scopului strategic de aderare la Uniunea Europeană (UE). În 2011, Croația a încheiat negocierile de aderare la UE și a semnat tratatul de aderare la Uniune la 9 decembrie 2011. Croația a aderat la UE în 1 iulie 2013, acesta fiind sfârșitul unui proces inițiat în 2001 prin semnarea Acordului de Asociere și Stabilizare și cu depunerea candidaturii pentru aderare în 2003. Un obstacol permanent în cadrul negocierilor a fost cooperarea Croației cu TPI și blocarea negocierilor de către Slovenia din cauza disputelor de frontieră. Cea din urmă s-a rezolvat printr-un acord de arbitraj la 4 noiembrie 2009, aprobat de parlamentele naționale din cele două țări și printr-un referendum în Slovenia.
Un alt obiectiv strategic al politicii externe a țării pentru anii 2000 a fost aderarea la NATO. Croația a fost inclusă în Parteneriatul pentru Pace în 2000, a fost invitată să adere la NATO în 2008 și a aderat oficial la alianță la 1 aprilie 2009. Croația a devenit membru al Consiliului de Securitate al Națiunilor Unite în mandatul 2008–2009, deținându-i președinția în decembrie 2008. Țara se pregătește să adere la Spațiul Schengen până în 2015.

### Forțele Armate

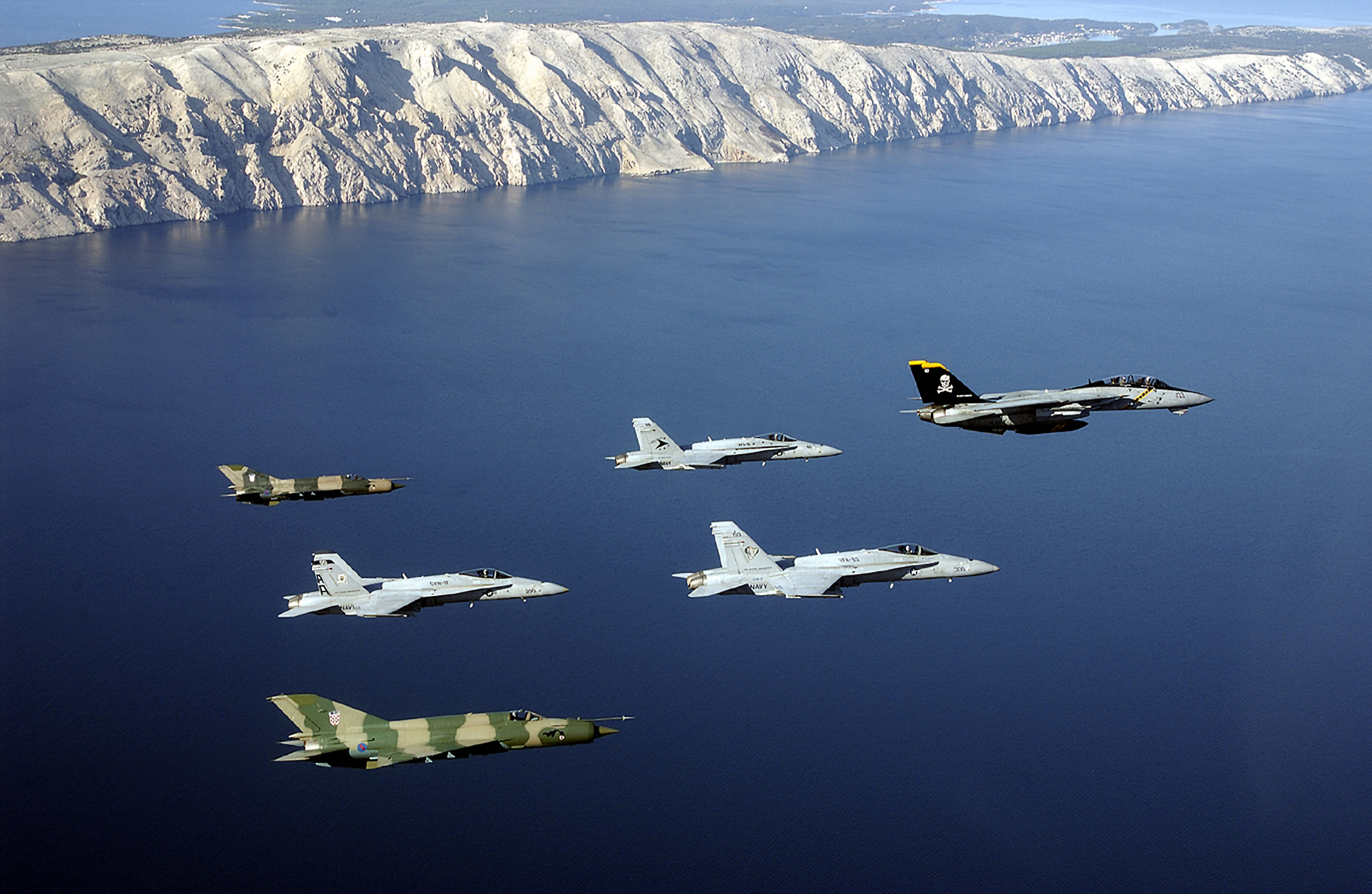
Avioane croate și americane participând la un antrenament multinațional.

Forțele Armate Croate (CAF) sunt formate din Armată, Marină și Forțele Aeriene, pe lângă Comandamentul de Educație și Instrucție și Comandamentul de Suport. CAF sunt conduse de Statul Major General, subordonat ministrului apărării, care la rândul său este subordonat președintelui țării. Conform Constituției, președintele este comandant suprem al forțelor armate și în caz de amenințare imediată pe timp de război dă ordine direct Statului Major General.
După războiul din 1991–1995 cheltuielile cu apărarea au scăzut constant. În 2005, cheltuielile militare au fost estimate la 2,39% din PIB, țara fiind atunci pe locul 64 în lume la acest capitol. După 2005, bugetul a fost ținut sub 2% din PIB, după ce maximul istoric fusese înregistrat în 1994, cu 11,1%. Întrucât prin tradiție se baza pe recruți în stagiul militar obligatoriu, CAF a trecut printr-o perioadă de reforme în care s-a concentrat pe reducerea dimensiunilor, restructurare și profesionalizare în anii dinaintea aderării la NATO în aprilie 2009. Conform unui decret prezidențial din 2006, CAF urmează să aibă 18.100 de militari activi, 3.000 de civili angajați și 2.000 de recruți voluntari între 18 și 30 de ani pe timp de pace.
Stagiul militar obligatoriu a fost abolit în ianuarie 2008. Până în 2008, serviciul militar era obligatoriu pentru bărbații majori și dura șase luni, după ce în 2001 fusese redus de la nouă luni. Pacifiștii putea opta pentru un serviciu civil de opt luni.
În aprilie 2011, armata croată avea 120 de membri în țări străine ca parte din forțele ONU de menținere a păcii, dintre care 95 făceau parte din UNDOF⁠(d) în Înălțimile Golan. În 2011, încă 350 de soldați făceau parte din forța NATO ISAF din Afganistan și alți 20 erau desfășurați ca parte din KFOR în Kosovo.
Croația are și un sector important de industrie militară care exporta echipament militar și armament în valoare de circa 120 milioane de dolari în 2010. Printre armele și vehiculele de fabricație croată utilizate de CAF se numără pistolul HS2000⁠(d) fabricat de HS Produkt⁠(d) și tancul de luptă M-84D⁠(d) proiectat de fabrica Đuro Đaković. Uniformele și căștile purtate de militarii croați sunt și ele de fabricație internă și se vând și în alte țări.

## Economie
| Cele mai mari companii croate după cifra de afaceri în 2010 | Cele mai mari companii croate după cifra de afaceri în 2010 | Cele mai mari companii croate după cifra de afaceri în 2010 | Cele mai mari companii croate după cifra de afaceri în 2010 | Cele mai mari companii croate după cifra de afaceri în 2010 |
| Loc                                                         | Nume                                                        | Sediu                                                       | Venit (Mil. €)                                              | Profit (Mil. €)                                             |
| ----------------------------------------------------------- | ----------------------------------------------------------- | ----------------------------------------------------------- | ----------------------------------------------------------- | ----------------------------------------------------------- |
| 1                                                           | Agrokor⁠(d)                                                  | Zagreb                                                      | ▲ 3.568                                                     | ▼ 22,0                                                      |
| 2                                                           | INA⁠(d)                                                      | Zagreb                                                      | ▲ 3.547                                                     | 137,3                                                       |
| 3                                                           | Hrvatska elektroprivreda⁠(d) (HEP)                           | Zagreb                                                      | ▲ 1.677                                                     | 200,3                                                       |
| 4                                                           | Konzum⁠(d)                                                   | Zagreb                                                      | ▲ 1.574                                                     | ▼ 56,6                                                      |
| 5                                                           | Hrvatski Telekom⁠(d)                                         | Zagreb                                                      | ▼ 1.149                                                     | ▼ 251,0                                                     |

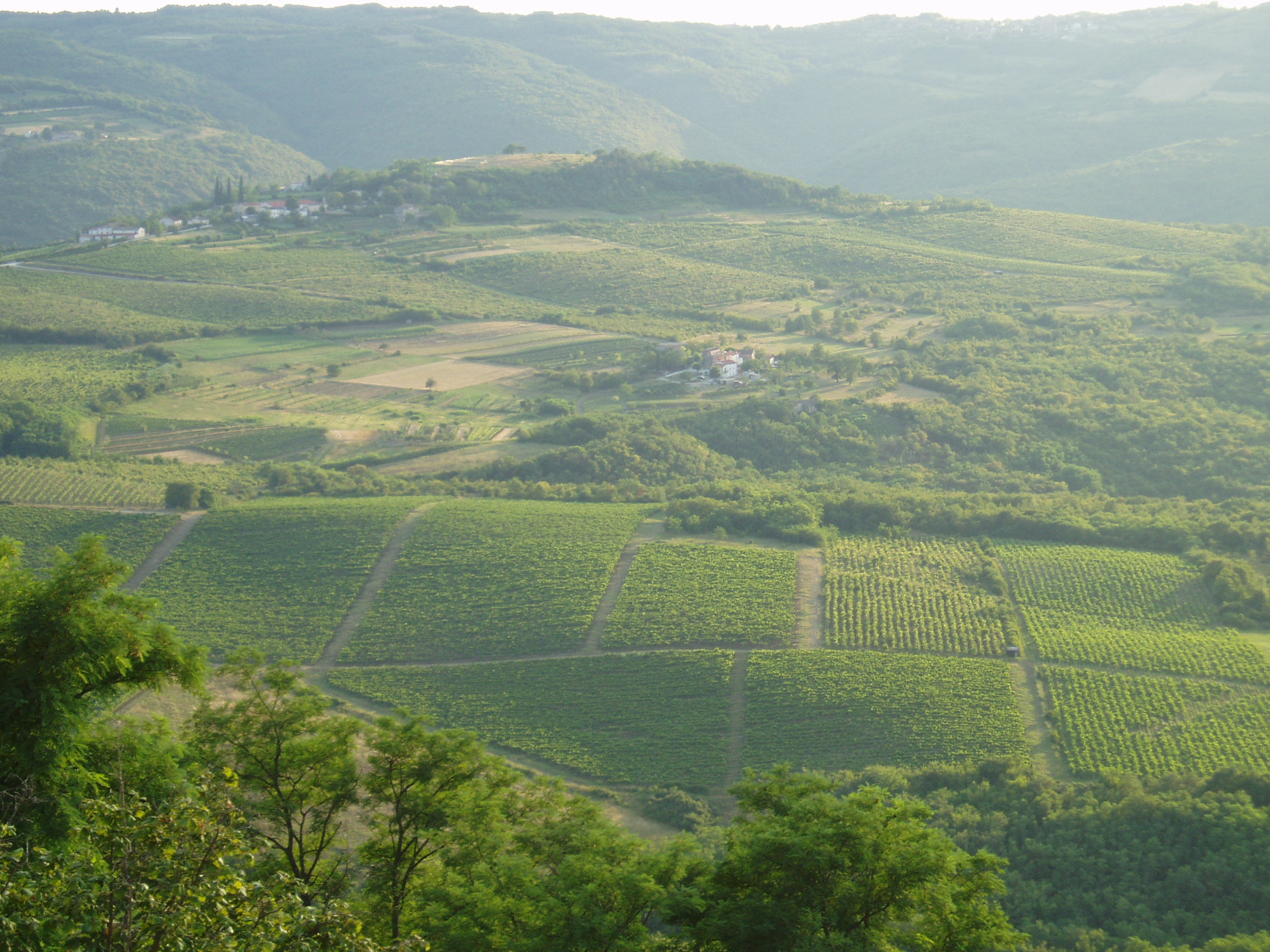
Vinul se produce în aproape toate regiunile Croației

Croația are o economie de piață cu venit ridicat. Fondul Monetar Internațional arată că PIB-ul nominal al Croației se ridica la 63,842 miliarde dolari, sau 14.457 de dolari pe cap de locuitori, în anul 2011 în vreme ce PIB-ul în termenii parității puterii de cumpărare a fost de 80,334 miliarde de dolari sau 18.191 dolari pe cap de locuitor. Datele Eurostat arată PIB-ul PPP al Croației la 61% din media UE pe 2010. Creșterea PIB real în 2007 a fost de 6%. Salariul mediu brut al unui angajat croat în primele nouă luni din 2008 a fost de 7.161 kune (1.530 $) pe lună. În 2007, rata șomajului, după definiția dată de Organizația Internațională a Muncii a fost de 9,1%, scăzând constant de la 14,7% în 2002. Rata șomajului înregistrată a fost însă mai mare, ridicându-se la 13,7% în decembrie 2008.
În 2009, producția economică a fost dominată de sectorul serviciilor, care a produs 73,6% din PIB, urmat de sectorul industrial cu 20,5% și de agricultură cu 5,9% din PIB. Conform datelor de pe 2004, 2,7% din forța de muncă era ocupată în agricultură, 32,8% în industrie și 64,5% în servicii. Sectorul industrial este dominat de industria navală, alimentară, farmaceutică, a tehnologiei informației, cea biochimică și a lemnului. În 2010, exporturile Croației s-au ridicat la 64,9 miliarde de kune (8,65 miliarde de euro) cu importuri în valoare de 110,3 miliarde de kune (14,7 miliarde de euro). Cel mai mare partener comercial al țării este Uniunea Europeană.
Privatizarea și tranziția către economia de piață abia începuseră sub noul guvern croat când în 1991 a izbucnit războiul. Ca urmare a războiului, infrastructura economică a suferit pagube masive, în special turismul, mare generator de venituri. Între 1989 și 1993, PIB-ul a înregistrat o scădere de 40,5%. Statul croat încă mai controlează o mare parte din economie, cheltuielile bugetare reprezentând până la 40% din PIB. Un sistem judiciar greoi și aglomerat, combinat cu administrația publică ineficientă, mai ales în ce privește chestiuni legate de proprietatea funciară și de corupție, pun probleme deosebite. În 2011, țara a fost clasată pe locul 66 de către Transparency International cu un indice al percepției corupției de 4,0. O altă problemă o constituie o datorie națională mare și în creștere, ajunsă la peste 34 miliarde de euro sau 89,1% din PIB.

### Turism

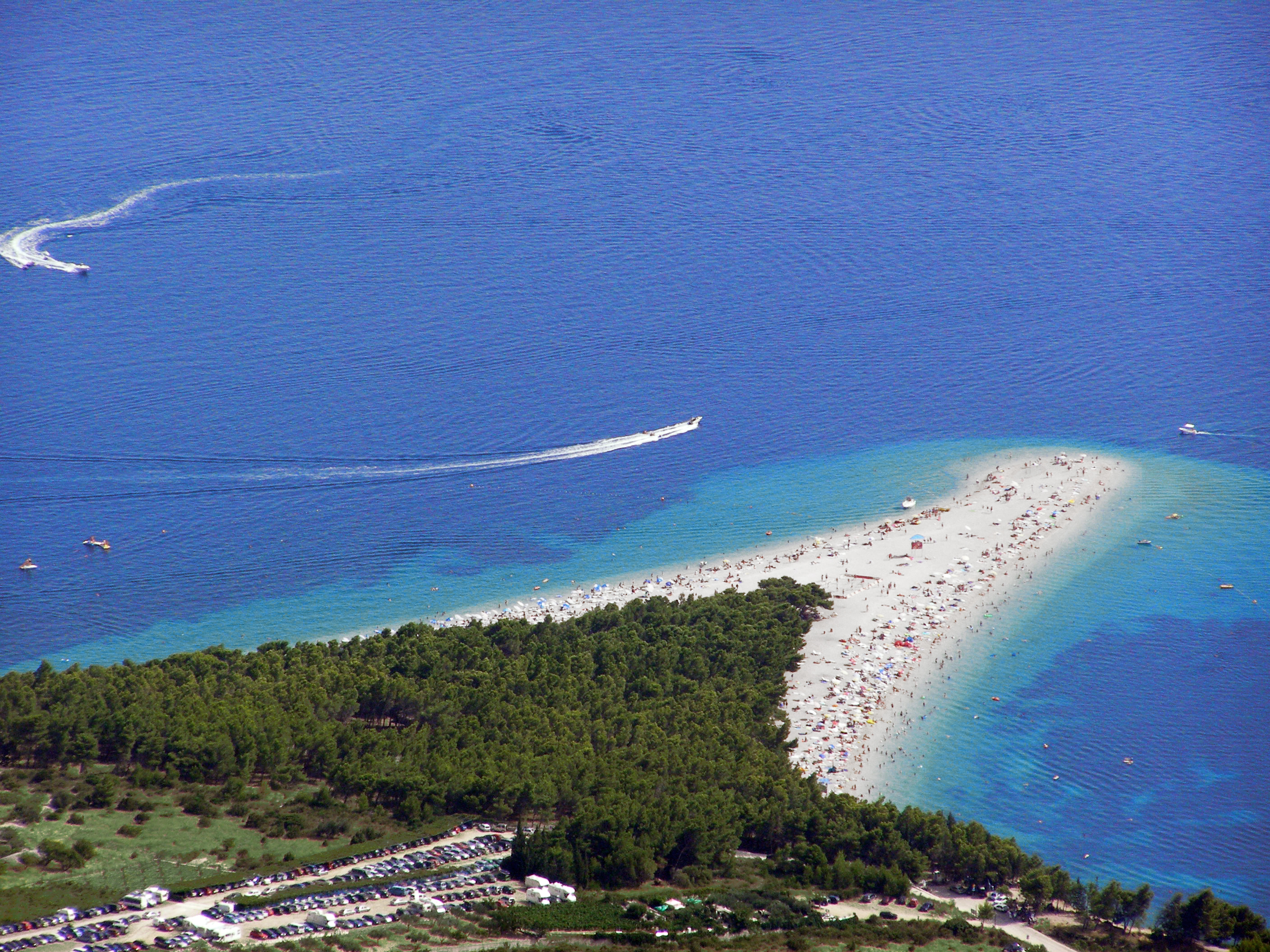
Plaja de pe insula Brač, una dintre cele mai cunoscute destinații turistice ale țării.

Turismul domină sectorul de servicii al economiei croate și produce până la 20% din PIB-ul țării. Venitul total al turismului pentru 2011 a fost estimat la 6,61 miliarde euro. Efectele sale pozitive se simt în toată economia țării, în termeni de creștere a volumului afacerilor observat în sectorul retail, în industria prelucrătoare și în numărul angajaților sezonieri pe timp de vară. Turismul este considerat industrie de export, deoarece reduce semnificativ dezechilibrul balanței comerciale a țării. De la încheierea Războiului de Independență a Croației, turismul a crescut rapid, înregistrând o creștere de patru ori a numărului turiștilor, cu peste 10 milioane de turiști anual. Cei mai numeroși turiști vin din Germania, Slovenia, Austria și Cehia, pe lângă croați. Durata medie a unui sejur în Croația este de 4,9 zile.
Grosul activității turistice se concentrează de-a lungul coastei Mării Adriatice. Opatija a fost prima stațiune, fiind deschisă la jumătatea secolului al XIX-lea. Până în anii 1890, ea a devenit una dintre cele mai importante stațiuni balneare din Europa. Ulterior, au apărut și alte stațiuni de-a lungul coastei și pe numeroasele insule, oferind servicii de la turism de masă până la catering și în alte piețe de nișă, cea mai semnificativă fiind turismul nautic, întrucât există numeroase porturi de agrement, cu peste 16.000 de dane, turismul cultural bazându-se pe orașele medievale de pe coastă și pe numeroasele evenimente culturale ce au loc pe timpul verii. Zonele din interiorul continentului oferă stațiuni montane, agroturism și băi. Zagreb este și el o destinație turistică importantă, comparabil cu orașele și stațiunile de pe coastă. Croația se laudă cu marea nepoluată, lucru dovedit de numeroasele rezervații naturale, și cu cele 116 de plaje cu steag albastru. Croația se clasează pe locul 18 în clasamentul celor mai populare destinații turistice din lume.

### Infrastructura

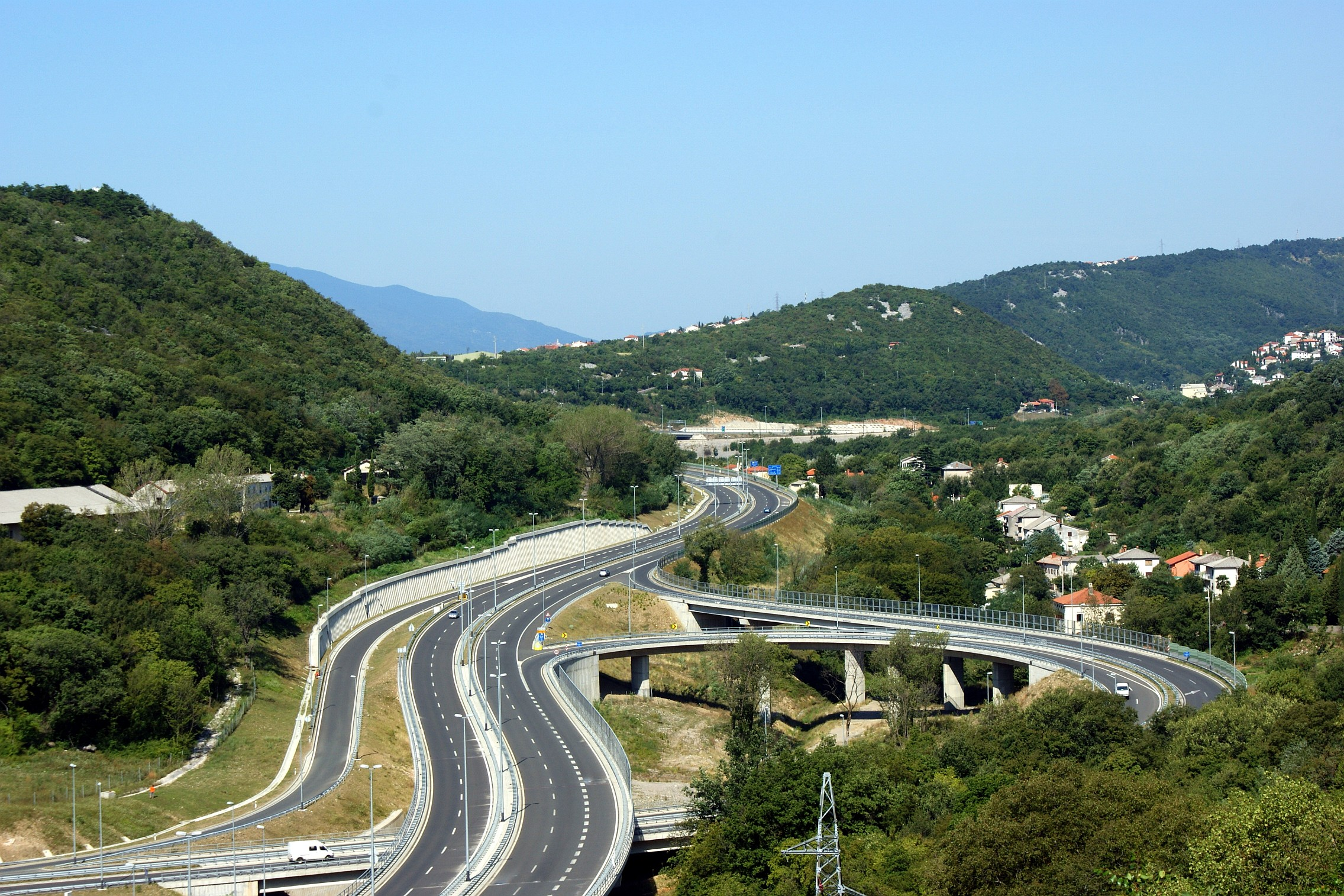
A7, parte a modernei rețele de austostrăzi din Croația.

Infrastructura Croației se remarcă prin rețeaua sa de autostrăzi, dezvoltată rapid, în special la sfârșitul anilor 1990 și la începutul anilor 2000. În septembrie 2011, Croația avea terminați peste 1.100 km de autostrăzi, care leagă Zagrebul de majoritatea zonelor țării, de-a lungul diferitelor drumuri europene și de-a lungul a patru coridoare pan-europene. Cele mai aglomerate autostrăzi sunt A1, care leagă Zagreb de Split și A3, care traversează de la est la vest nord-vestul Croației și Slavonia. O largă rețea de drumuri naționale joacă rol auxiliar pe lângă autostrăzi, legând între ele toate orașele țării. Înalta calitate și înaltul nivel de siguranță al rețelei croate de autostrăzi au fost testate de mai multe programe EuroTAP și EuroTest.
Croația are și o rețea extinsă de căi ferate, de 2.722 km, inclusiv 985 km de linie electrificată și 254 km de linie dublă. Cele mai importante căi ferate din Croația se găsesc pe coridoarele pan-europene de transport Vb și X, legând Rijeka de Budapesta și Ljubljana de Belgrad, ambele prin Zagreb. Toate transporturile feroviare sunt operate de Căile Ferate Croate.
Aeroporturi internaționale există la Zagreb, Zadar, Split, Dubrovnik, Rijeka, Osijek și Pula. Din ianuarie 2011, Croația respectă standardele de siguranță ale Organizației Internaționale pentru Aviație Civilă, iar Administrația Federală de Aviație a ridicat-o la categoria I.

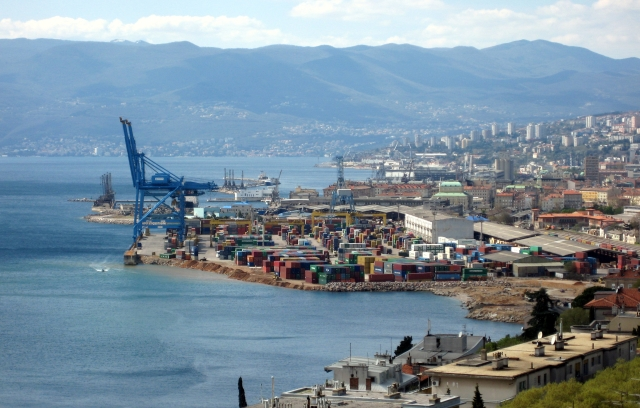
Portul Rijeka, cel mai mare port maritim al Croației

Cel mai aglomerat port maritim de mărfuri din Croația este portul Rijeka și cele mai aglomerate porturi de călători sunt Split și Zadar. Pe lângă acestea, numeroase porturi mici deservesc un dezvoltat sistem de vase de transport între numeroasele insule și orașe de coastă, pe lângă feriboturile care circulă către și dinspre Italia. Cel mai mare port fluvial este Vukovar, pe Dunăre, care reprezintă ieșirea țării către coridorul pan-european VII.
În Croația există 610 km de conducte de petrol, ce leagă terminalul petrolier de la Rijeka de rafinăriile de la Rijeka și Sisak, precum și de câteva terminale de tranzit. Sistemul are o capacitate de 20 milioane de tone pe an. Sistemul de transport al gazelor naturale este compus din 2.113 km de conducte principale și regionale, și din peste 300 de structuri asociate, ce leagă platformele de extracție, unitatea de stocare a gazului natural Okoli⁠(d), 27 de utilizatori finali și 37 de sisteme de distribuție.
Producția internă de energie acoperă 85% din cererea națională de gaze naturale și 19% din cea de petrol. În 2008, 47,6% din structurile primare de producție a energiei din țară foloseau gaze naturale (47,7%), țiței (18%), lemne (8,4%), energie hidroelectrică (25,4%) și alte surse regenerabile de energie (0,5%). În 2009, producția netă totală de electricitate în Croația a ajuns la 12.725 GWh și Croația a importat 28,5% din necesarul de energie electrică. Grosul importurilor Croației sunt Centrala Nucleară de la Krško (Slovenia), aflată în proporție de 50% în proprietatea companiei Hrvatska elektroprivreda⁠(d) și care furnizează 15% din energia electrică a Croației.

## Demografie
Cu o populație de 4,29 milioane de locuitori în 2011, Croația se află pe locul 125 în lume. Densitatea populației se ridică la 75,9 locuitori pe kilometru pătrat. Speranța de viață în Croația este la naștere de 75,7 ani. Rata totală a fertilității este de 1,5 copii pe mamă, una dintre cele mai mici din lume. Din 1991, rata mortalității în Croația a depășit permanent rata natalității. De la sfârșitul anilor 1990, rata netă migrației a devenit pozitivă, atingând un nivel de peste 7.000 de imigranți în 2006. Biroul Croat de Statistică prevede că populația ar putea să scadă la 3,1 milioane de locuitori până în 2051, în funcție de evoluția migrației și natalității. Populația Croației a crescut constant de la 2,1 milioane în 1857 până în 1991, când a atins un maximum de 4,7 milioane, cu excepția recensămintelor din 1921 și 1948, de după cele două războaie mondiale. Sporul natural al populației este actualmente negativ cu tranziția demografică finalizată în anii 1970. În ultimii ani, guvernul croat a fost presat an de an să crească cu câte 40% numărul permiselor de muncă pentru străini. Conform politicii sale de imigrare, Croația încearcă să stimuleze întoarcerea emigranților.
| Religia în Croația      | Religia în Croația      | Religia în Croația | Religia în Croația | Religia în Croația |
| ----------------------- | ----------------------- | ------------------ | ------------------ | ------------------ |
| religion                |                         |                    | percent            |                    |
| Romano-catolicism       | Romano-catolicism       |                    | 87.8%              | 87.8%              |
| Ateism sau agnosticism  | Ateism sau agnosticism  |                    | 5.2%               | 5.2%               |
| Ortodoxism              | Ortodoxism              |                    | 4.4%               | 4.4%               |
| Islam                   | Islam                   |                    | 1.3%               | 1.3%               |
| Protestantism           | Protestantism           |                    | 0.3%               | 0.3%               |
| Altele și nespecificate | Altele și nespecificate |                    | 0.9%               | 0.9%               |

Scăderea demografică a fost și rezultatul Războiului Croat de Independență. În timpul războiului, mari grupuri de populație au fost dislocate și emigrația a crescut. În 1991, în zonele predominant sârbe, peste 400.000 de croați și alți nesârbi au fost înlăturați din casele lor de către forțele sârbe sau au fugit din cauza violențelor. În ultimele zile ale războiului, în 1995, peste 120.000 de sârbi, și poate până la 200.000, au fugit din țară înainte de sosirea forțelor croate în cadrul Operațiunii Furtuna. La un deceniu după finalul războiului, doar 117.000 de refugiați sârbi s-au întors, din cei 300.000 dislocuiți în timpul războiului. Mare parte din sârbii rămași în Croația nu au trăit niciodată în zonele ocupate în timpul războiului. Sârbii au fost recolonizați mai ales în regiunile locuite de ei anterior, în vreme ce unele dintre așezările locuite anterior de sârbi au fost colonizate de refugiați croați din Bosnia și Herțegovina, mai ales din Republika Srpska.
Croația este locuită predominant de croați (89,6%), în vreme ce printre grupurile minoritare se numără sârbii (4,5%), bosniacii, maghiarii, italienii, slovenii, germanii, cehii, romii și alții (5,9%). Principalele religii din Croația sunt romano-catolicismul cu 88%, creștinismul ortodox cu 4,4%, alte culte creștine cu 0,4%, islamul cu 1,3%, altele nespecificate 0,9%, și persoanele nereligioase cu 5,2%.

### Limbi
Limba croată este limba oficială a Croației, și a 24-a limbă oficială a Uniunii Europene de la aderarea țării în iulie 2013. Limbile minoritare sunt utilizate oficial în administrația publică locală, acolo unde cel puțin o treime din populație este formată din minoritari, precum și în alte cazuri stabilite prin hotărâri locale. Aceste limbi sunt ceha, maghiara, italiana, ruteana, sârba și slovaca. Conform recensământului din 2001, 96% din cetățenii Croației au declarat croata ca limbă maternă, 1% au declarat sârba, nicio altă limbă nefiind vorbită în Croația de mai mult de 0,5% vorbitori nativi în rândul populației țării. Croata este o limbă slavă de sud. Majoritatea vocabularului croat derivă din ramura slavă a familiei de limbi indo-europene. Croata se scrie cu alfabetul latin și are trei mari dialecte, dialectul Štokavian, folosit ca limbă croată standard; cel čakavian și cel Kajkavian care diferă prin lexic, fonologie și sintaxă.
Între 1961 și 1991, limba oficială a fost sârbo-croata. Chiar și în timpul dictaturii comuniste, croații își denumeau limba croato-sârbă (în loc de sârbo-croată) sau croată. Croata și sârba sunt variante ale acestei limbi și nu erau oficial recunoscute la acea vreme, fiind denumite versiunea de est și de vest, și aveau alfabete diferite: alfabetul latin și alfabetul chirilic. Croații protejează limba de orice influență străină, întrucât limba lor a fost supusă constant schimbărilor și amenințărilor din partea limbilor diferitelor imperii care au dominat țara (cuvinte din germana austriacă, maghiară, italiană și turcă au fost schimbate și slavizate). Eforturile de a impune politici de modificare a croatei în sârbo-croată sau „slavă de sud”, au întâmpinat rezistență din partea croaților sub forma purismului lingvistic croat. Croata a înlocuit latina ca limbă oficială a guvernului croat în secolul al XIX-lea.
În 2009, un sondaj a relevat faptul că 78% din croați afirmă că cunosc cel puțin o limbă străină. Conform unui alt sondaj cerut de Comisia Europeană în 2005, 49% din croați vorbesc engleza ca a doua limbă, 34% vorbesc germana, și 14% vorbesc italiana. Franceza și rusa sunt vorbite de 4% fiecare, iar 2% din croați vorbesc spaniola. O proporție substanțială dintre sloveni (59%) cunosc mai mult sau mai puțin limba croată.

### Educația

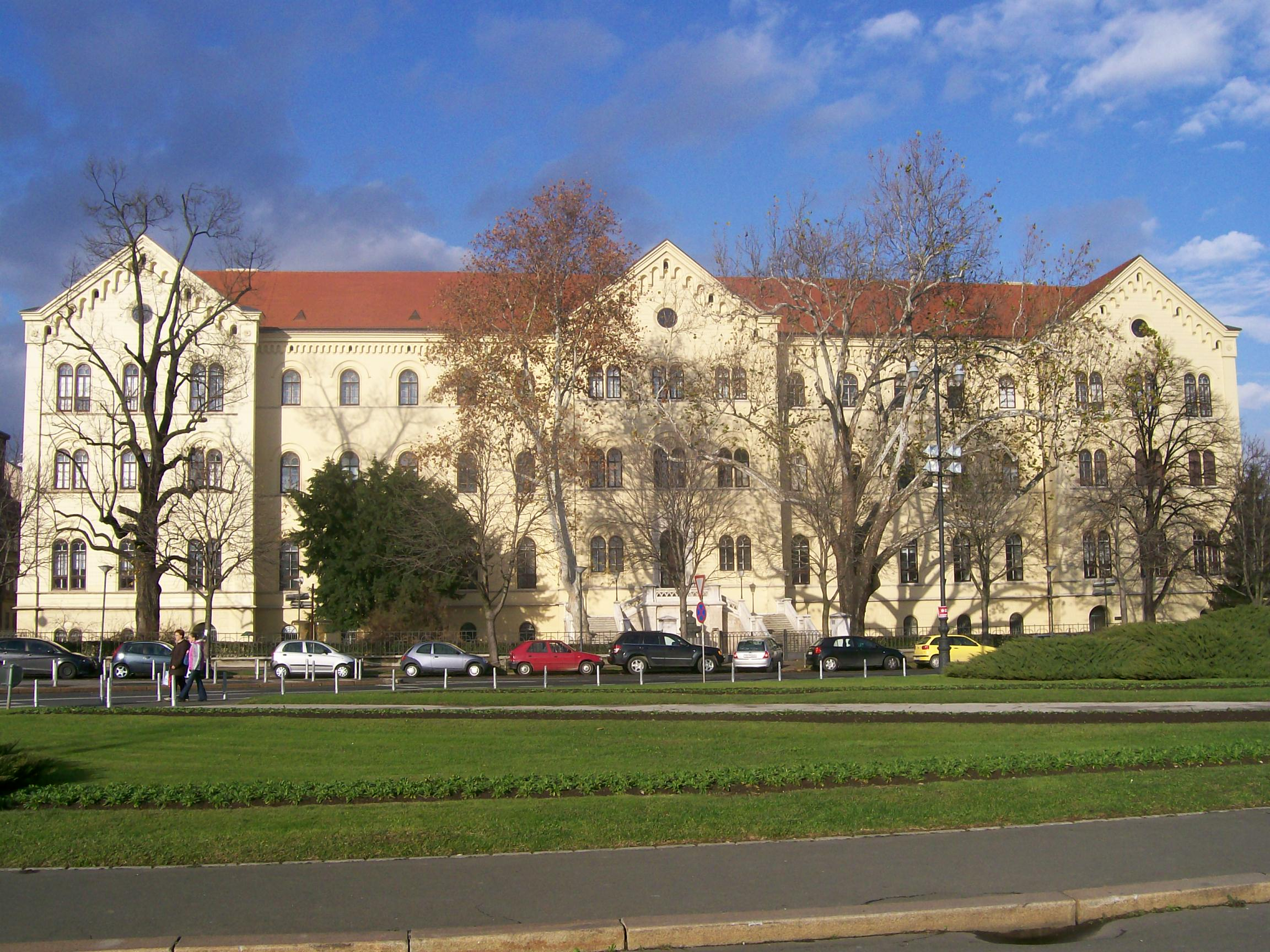
Universitatea din Zagreb

Rata alfabetizării în Croația se ridică la 98,1 procente. Un studiu la nivel mondial despre calitatea vieții în diferite țări, publicat de Newsweek în august 2010 a pus sistemul croat de educație pe locul 22, la egalitate cu Austria. Educația primară în Croația începe la șase sau șapte ani și constă din opt clase. În 2007 s-a adoptat o lege de extindere a învățământului gratuit neobligatoriu până la vârsta de 18 ani. Educația obligatorie constă din opt clase de școală elementară. Educația secundară este furnizată de licee și școli vocaționale. În 2010, existau 2.131 de școli elementare și 713 școli ce oferă diferite forme de educație secundară. Educația primară și secundară este oferită și în limbile minorităților naționale, predându-se și în cehă, maghiară, italiană, sârbă și germană.
Există 84 de școli de muzică și arte la nivel elementar, și 47 de astfel de școli la nivel secundar, precum și 92 de școli pentru copii și tineri cu disabilități și 74 de astfel de școli pentru adulți. Examenul național de terminarea liceului⁠(d) (în croată državna matura) a fost introdus pentru elevii ce efectuează studii secundare în anul școlar 2009–2010. El este compus din trei materii obligatorii (limba croată, matematică și o limbă străină) și din materii opționale, și este obligatoriu pentru admiterea la facultate.

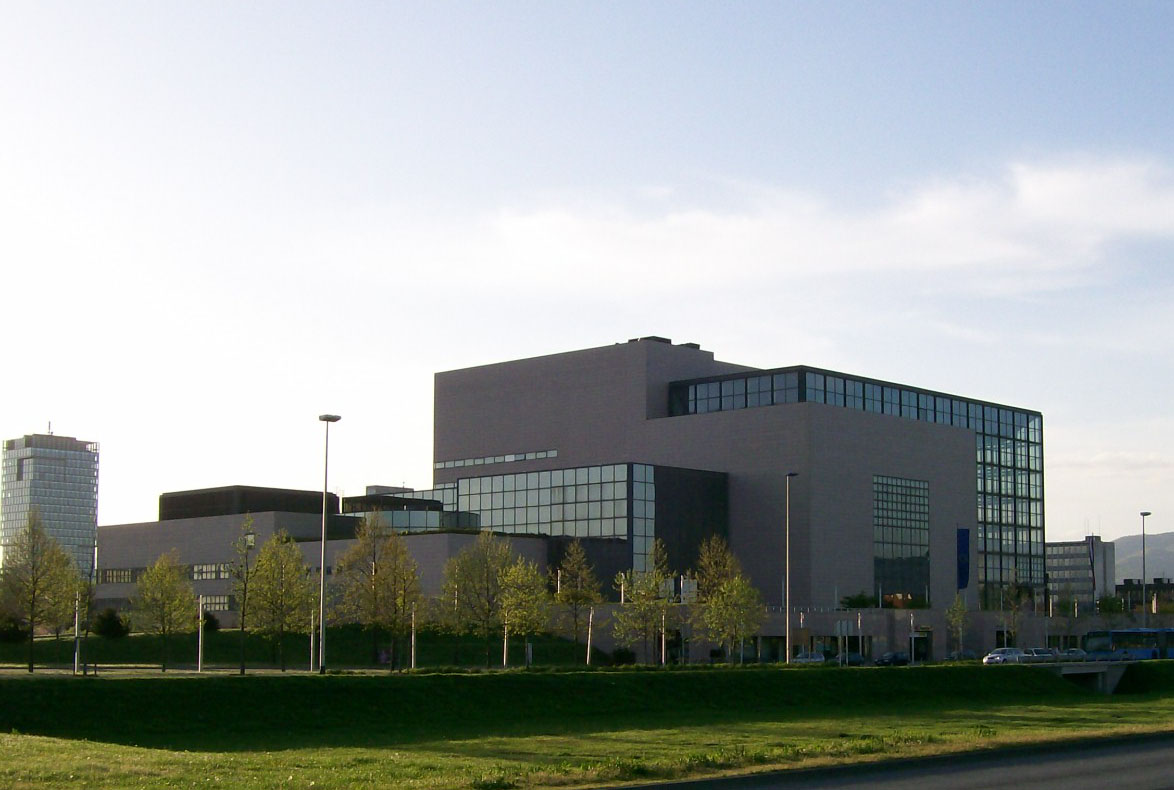
Biblioteca Națională și Universitară din Zagreb

Croația are opt universități teoretice, Universitatea din Zagreb, Universitatea din Split, Universitatea din Rijeka, Universitatea din Osijek, Universitatea din Zadar, Universitatea din Dubrovnik, Universitatea din Pula și Universitatea Internațională Dubrovnik.
Universitatea din Zadar, prima universitate din Croația, a fost fondată în 1396 și a funcționat până în 1807, când alte instituții de învățământ superior i-au luat locul până la reînființarea ei în 2002. Universitatea din Zagreb, înființată în 1669, este cea mai veche universitate din Europa de Sud-Est cu funcționare continuă. Există și 11 universități tehnice și 23 de alte instituții de învățământ superior, dintre care 19 sunt private. În total, există 132 de instituții de învățământ superior în Croația, la care învață peste 145 mii de studenți.
În țară funcționează 205 de firme, instituții guvernamentale sau educaționale și organizații non-profit ce efectuează cercetare științifică și dezvoltare de tehnologie. Împreună, ele cheltuiesc peste 3 miliarde de kune (400 milioane de euro) și aveau în 2008 10.191 angajați full-time. Printre institutele științifice care funcționează în Croația, cel mai mare este Institutul Ruđer Bošković din Zagreb. Academia Croată de Științe și Arte din Zagreb este o societate academică ce promovează limba, cultura, artele și știința de la înființarea ei în 1866. Croația a dat lumii inventatori și laureați ai Premiilor Nobel.

### Sănătatea
Croația are un sistem sanitar universal, ale cărui rădăcini stau în Legea Parlamentului Maghiaro-Croat din 1891, prin care se introducea asigurarea obligatorie pentru toți angajații din fabrici și pentru meșteșugari. Populația este acoperită de o asigurare sanitară de bază oferită din oficiu, precum și de asigurări facultative. În 2009, cheltuielile anuale cu sănătatea au atins 20,6 miliarde de kuna (2,75 miliarde de euro). Cheltuielile bugetare cu sănătatea compun doar 0,6% din totalul asigurărilor private de sănătate și cheltuielile publice. În 2010, Croația a cheltuit 6,9% din PIB pe sanătate. Croația s-a clasat în preajma locului 50 în lume la speranță de viață, cu 73 de ani pentru bărbați și 79 de ani pentru femei, iar rata mortalității infantile era redusă, de 6 la 1.000 de născuți vii.
Există sute de instituții sanitare în Croația, între care se numără 79 de spitale și clinici cu 23.967 de paturi. Spitalele și clinicile îngrijesc peste 700.000 de pacienți anual și au 5.205 medici, dintre care 3.929 specialiști. Există 6.379 cabinete private, și un număr de 41.271 persoane lucrează în domeniul sănătății. Există 63 de unități de primire urgențe, care răspund la peste un milion de apeluri. Cauza principală de deces în 2008 au constituit-o bolile cardiovasculare la 43,5% din bărbații decedați și 57,2% din femei, urmată de tumori, cu 29,4% la bărbați și 21,4% la femei. În 2009 doar 13 croați au fost infectați cu HIV/SIDA și 6 au murit din această cauză. În 2008 OMS a estimat că 27,4% din croații cu vârsta peste 15 ani sunt fumători. Conform datelor OMS din 2003, 22% din populația adultă croată suferă de obezitate.

## Cultura

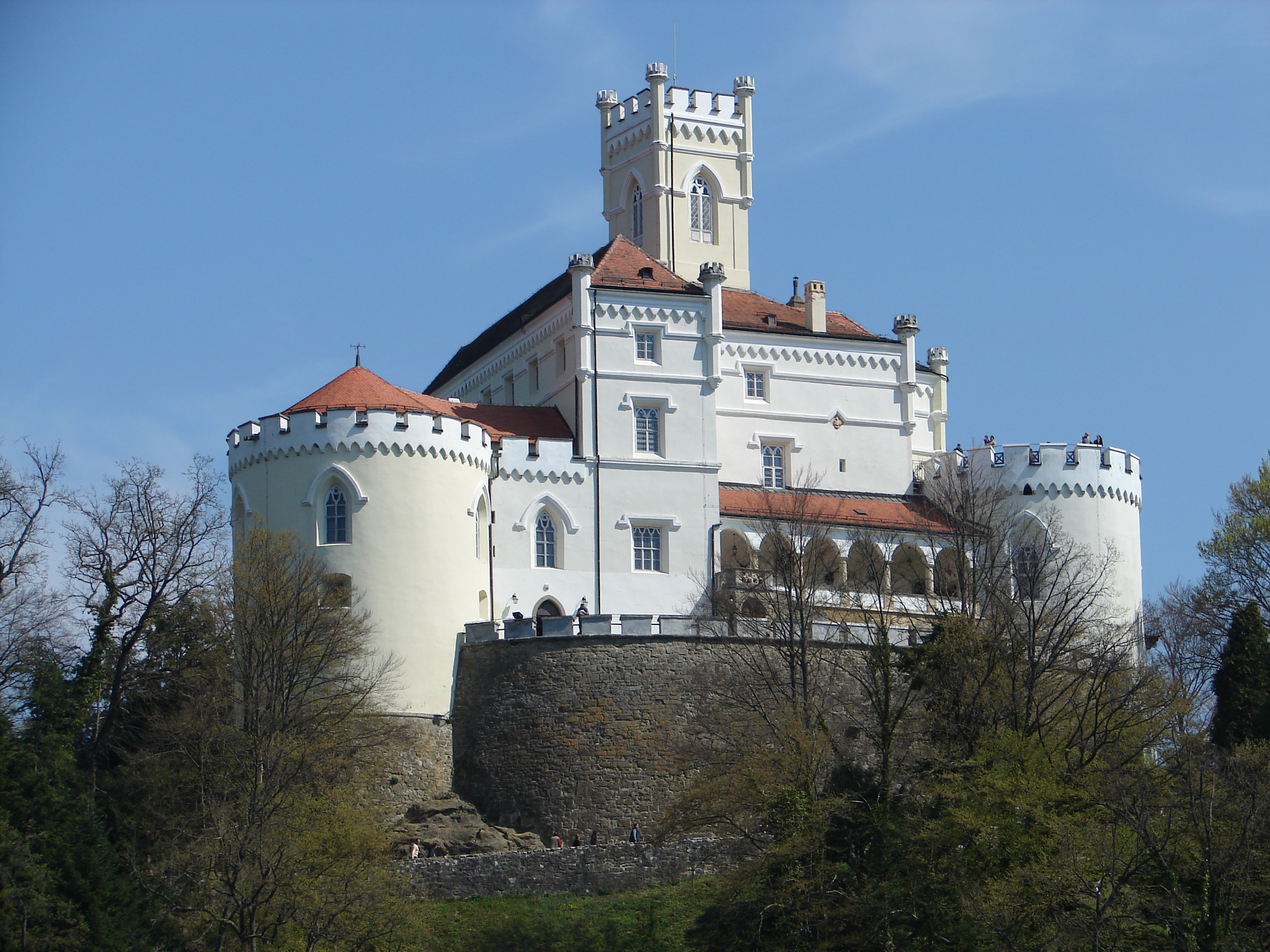
Castelul Trakošćan este una dintre clădirile istorice cel mai bine păstrate din țară.

Datorită poziției sale geografice, Croația reprezintă un amestec de patru sfere culturale diferite. A fost o răscruce a influențelor culturilor occidentale și orientale—încă de la împărțirea Imperiului Roman—precum și între Mitteleuropa și cultura mediteraneană. Mișcarea ilirică a fost cea mai semnificativă perioadă de istorie culturală națională, secolul al XIX-lea dovedindu-se crucial pentru emanciparea limbii croate și aducând progrese fără precedent în toate domeniile artei și culturii, atunci apărând numeroase figuri istorice. Ministerul Culturii se ocupă cu conservarea patrimoniului cultural și natural al țării și îi supraveghează dezvoltarea. Alte activități ce susțin dezvoltarea culturii sunt organizate la nivelul administrației locale. UNESCO a înscris șapte locuri din Croația pe lista patrimoniului mondial. Țara este bogată și în patrimoniu intangibil și deține zece capodopere culturale intangibile incluse pe lista UNESCO, mai multe decât orice țară din Europa cu excepția Spaniei care are tot zece. O contribuție culturală de anvergură mondială adusă de Croația este cravata, purtată la început de mercenarii croați din secolul al XVII-lea aflați în Franța.

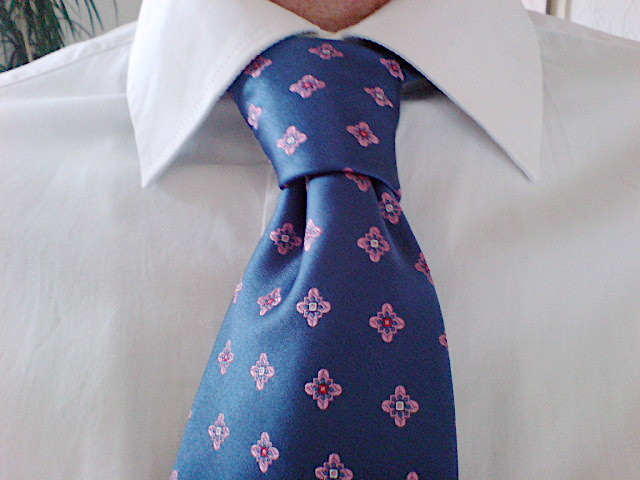
Cravata a fost purtată pentru prima oară de soldați croați din secolul al XVII-lea.

În 2009, Croația are 23 de teatre profesioniste, 14 teatre profesioniste pentru copii și 27 de teatre de amatori vizitate de peste două milioane de spectatori pe an. Teatrele profesioniste au în total angajați 1.100 de artiști. Există 24 de orchestre, ansambluri și coruri profesioniste în țară, atrăgând un public de 323.000 de persoane anual. Există 117 cinematografe ce deservesc anual peste 3,5 milioane de spectatori. Croația are 175 de muzee, vizitate de aproape 2,2 milioane de oameni în 2009. Mai mult, există în țară 1.685 de biblioteci, cu peste 23,5 milioane de volume, și 15 arhive.
În 2009, s-au publicat peste 7.200 de cărți și broșuri, împreună cu 2.678 de reviste și 314 de ziare. Funcționează 146 de posturi de radio și 21 de televiziune. Producția de film din Croația a produs în perioada 2004–2009 cinci filme de lung metraj și între 10 și 51 de filme de scurt metraj, împreună cu 76–112 filme de televiziune. În 2009, existau 784 de asociații culturale și artistice de amatori și în fiecare an au loc peste 10.000 de evenimente culturale, educative și artistice. Piața editării de carte este dominată de câteva mari edituri, iar principalul eveniment din domeniu este expoziția Interliber care se desfășoară anual la Târgul Zagrebului.
Croația are un nivel înalt al dezvoltării umane și al egalității între sexe, conform Indicelui Dezvoltării Umane. Ea promovează drepturile persoanelor cu disabilități, și are o legislație tolerantă față de homosexuali. Uniunile civile ale homosexualilor și lesbienelor sunt permise din 2003, dar reglementarea legală a acestui domeniu este considerată neadecvată de activiștii LGBT din țară. Imigrația în Croatia este în general considerată necesară și benefică pentru dezvoltarea economică, și se așteaptă să crească după aderarea la UE.

### Artă și literatură

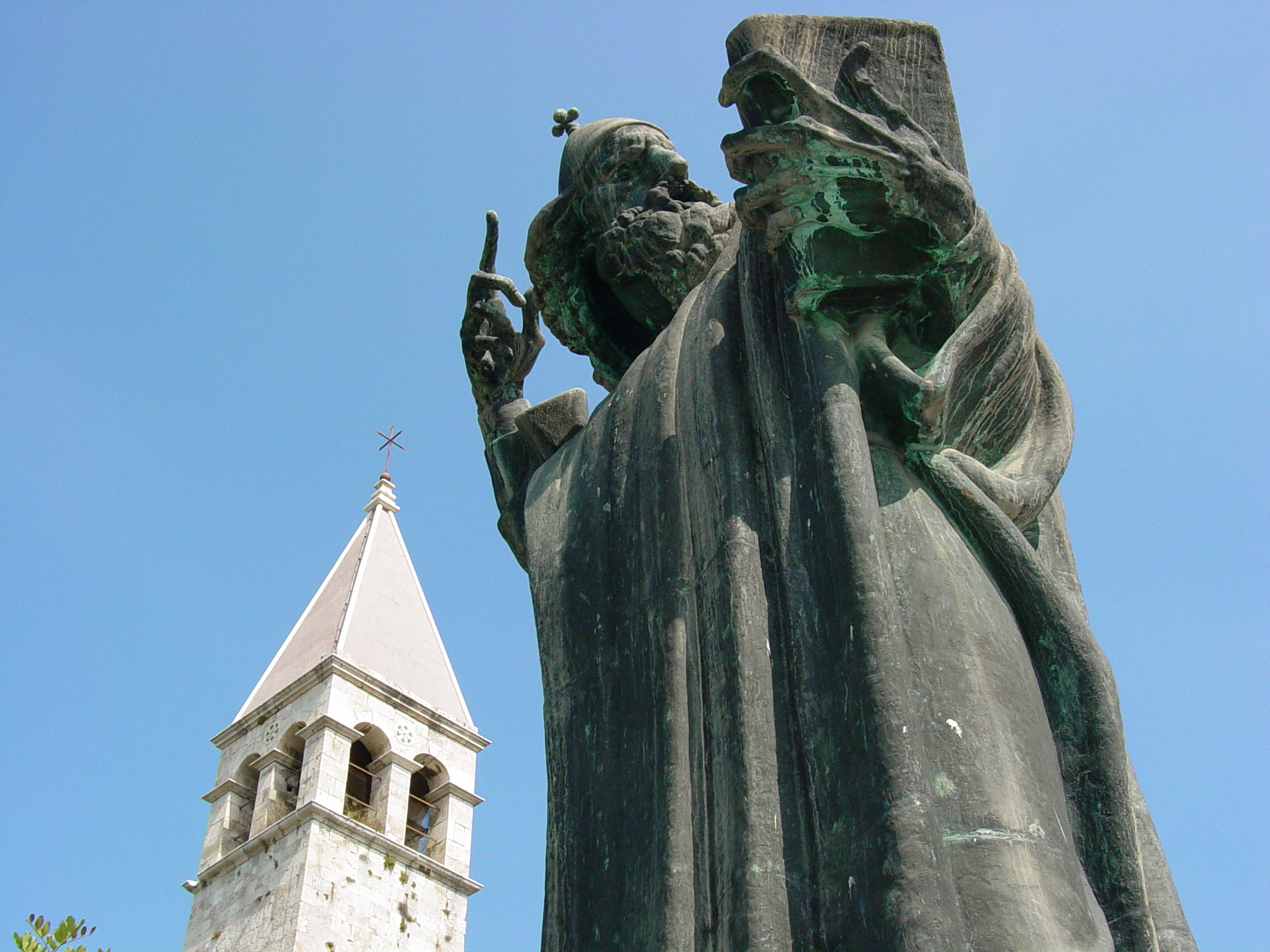
Statuie a lui Grgur Ninski de Ivan Meštrović, cu turnul Palatului lui Diocletian în fundal

Arhitectura din Croația reflectă influențele țărilor vecine. Influența austriacă și maghiară se vede în spațiile publice și în clădirile din nord și din zonele centrale, arhitectura de-a lungul coastelor Dalmației și Istriei prezintă influențe venețiene. Piețele mari denumite după eroi naționali, parcurile bine îngrijite și zonele pietonale sunt trăsături ale acestor orașe, mai ales acolo unde a avut loc planificarea urbană barocă pe scară largă, cum ar fi în Varaždin și în Karlovac. Influențele ulterioare ale curentului Art Nouveau s-au reflectat în arhitectura contemporană. De-a lungul coastei, arhitectura este mediteraneană, cu puternice influențe venețiene și renascentiste în marile zone urbane exemplificate de operele lui Giorgio da Sebenico⁠(d) și Niccolò di Giovanni Fiorentino⁠(d), cum ar fi catedrala Sf. Iacob din Šibenik.
Cele mai vechi exemple păstrate de arhitectură croată sunt bisericile din secolul al IX-lea, cea mai mare și mai reprezentativă dintre acestea fiind Sfântul Donatus din Zadar.
Pe lângă operele de arhitectură ce cuprind cele mai vechi opere de artă din Croația, există o lungă istorie a artiștilor din țară până în Evul Mediu. În acea perioadă, a fost realizat portalul din piatră al catedralei din Trogir de către Radovan, care reprezintă cel mai important monument de sculptură romanescă din Balcani. Renașterea a avut cel mai mare impact asupra costei Adriaticii întrucât Croația a fost implicată în Războiul Croato-Otoman de 100 de Ani. Odată cu declinul Imperiului Otoman, arta a înflorit în perioadele barocului și Rococo. Secolele al XIX-lea și al XX-lea au adus afirmarea mai multor artiști croați, susținuți de mai mulți patroni ai artelor, cum ar fi episcopul Josip Juraj Strossmayer⁠(d). Artiști croați de renume mondial din acea perioadă au fost Vlaho Bukovac⁠(d) și Ivan Meštrović.
Tăblița de la Baška, o piatră inscripționată cu alfabetul glagolitic, găsită pe insula Krk și datând din 1100, este considerată a fi cel mai vechi text în limba croată. Începutul dezvoltării mai viguroase a literaturii croate este marcat de Renaștere și de personalitatea lui Marko Marulić⁠(d). Pe lângă Marulić, sunt considerați clasici ai literaturii croate și dramaturgul renascentist Marin Držić, poetul baroc Ivan Gundulić, poetul naționalist Ivan Mažuranić, romancierul, scriitorul și poetul August Šenoa, poetul și scriitorul Antun Gustav Matoš⁠(d), poetul Antun Branko Šimić⁠(d), scriitorul expresionist și realist Miroslav Krleža, poetul Tin Ujević și romancierul și povestitorul Ivo Andrić.

### Mass media

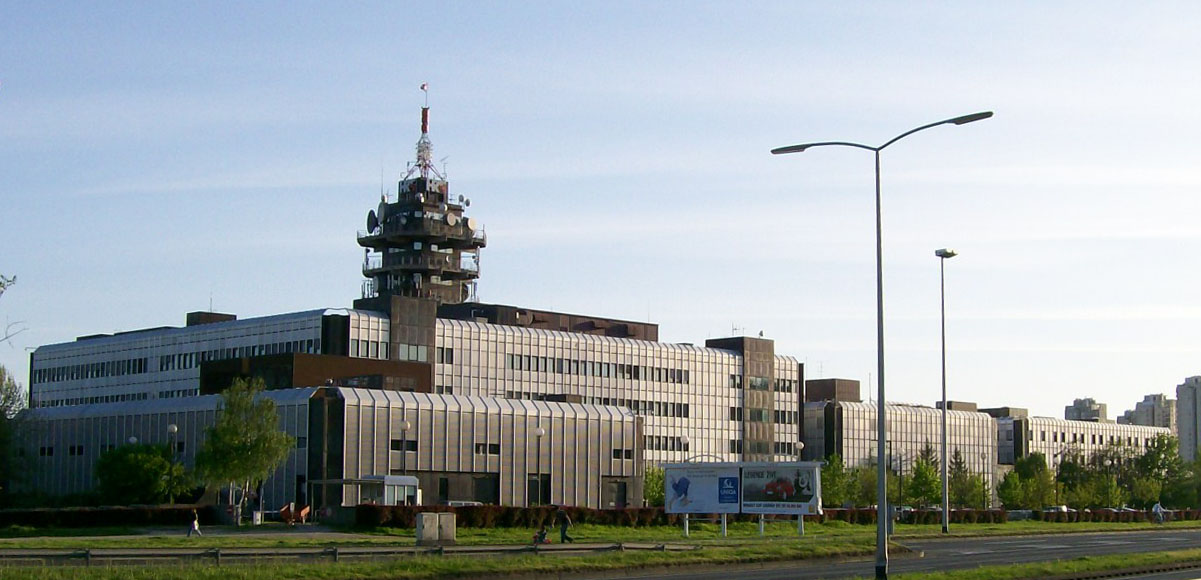
Radio Zagreb, astăzi parte din Radioteleviziunea Croată, a fost primul post public de radio din Europa de Sud-Est.

Libertatea presei și cuvântului sunt garantate de Constituția Croației. Croația s-a clasat pe locul 62 în 2010 după Indicele Libertății Presei în raportul compilat de Reporteri Fără Frontiere. Agenția de știri de stat Croatian News Agency⁠(d) relatează în croată și engleză informații din domeniile politicii, economiei, societății și culturii.
În pofida stipulărilor constituționale, Freedom House, ONG-ul care monitorizează libertatea presei în toată lumea și care a observat libertatea presei și cuvântului în Croația, a clasificat țara ca fiind doar „parțial liberă” începând cu 2000.
Țara a fost clasată pe locul 86 (din 196 de țări), fără a constata îmbunătățiri în anteriorii 5 ani.
Rapoartele Amnesty International arată că în 2009 în Croația a avut loc o creștere a numărului de atacuri fizice și al asasinatelor îndreptate împotriva ziariștilor. Incidentele au fost comise mai ales împotriva ziariștilor care anchetau crime de război și crima organizată.

În luna octombrie 2011, existau nouă posturi de televiziune naționale necodate, în DVB-T, Radioteleviziunea Croată (HRT), Nova TV și RTL Televizija funcționând fiecare cu câte două canale, iar restul de trei aparținând Comitetului Olimpic Croat și companiilor Kapital Net d.o.o. și Author d.o.o.. Pe lângă acestea, mai există 21 de posturi de televiziune regionale sau locale în DVB-T. HRT emite și prin satelit. În 2009, erau 146 de posturi de radio. Rețelele de televiziune prin cablu și IPTV câștigă teren, 450.000 de abonați folosind televiziunea prin cablu, 10% din totalul populației.
În Croația funcționează 314 ziare și 2.678 de reviste. Piața de mass-media tipărite este dominată de Europapress Holding⁠(d) și Styria Media Group care publică cotidianele Jutarnji list⁠(d), Večernji list⁠(d) și 24sata⁠(d). Între alte ziare influente se numără Novi list⁠(d), Slobodna Dalmacija⁠(d) și Vjesnik⁠(d), ultimul fiind de stat. Conform unui sondaj efectuat în 2006, Jutarnji list este cel mai circulat cotidian, urmat de Večernji list și 24sata.
Industria cinematografică este mică și predominant subvențonată de stat, mai ales prin granturi aprobate de Ministerul Culturii pentru filme adesea coproduse de HRT. Festivalul de film de la Pula în care se decernează premiile naționale din industria cinematografică, are loc anual la Pula, și este cel mai prestigios eveniment cinematografic cu producții naționale și internaționale. Cea mai mare realizare a cineaștilor croați a fost câștigarea de către Dušan Vukotić în 1961 a Oscarului pentru cel mai bun scurt-metraj de animație pentru Ersatz⁠(d) (în croată Surogat).

### Bucătăria

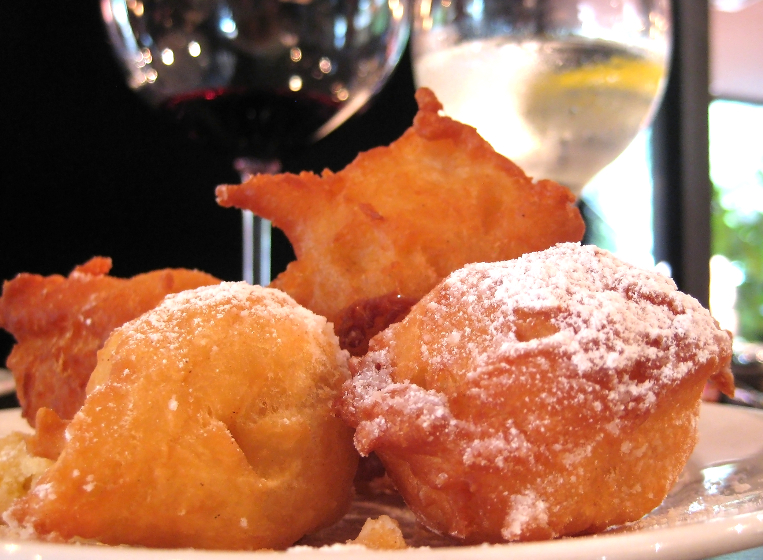
, gogoși tradiționale din zona Dalmației

Bucătăria tradițională croată diferă de la regiune la regiune. Zonele de coastă sunt influențate de bucătăriile greacă, romană și în general mediteraneană unde predomină peștele și fructele de mare, cu paste și legume gătite, precum și condimente cum ar fi uleiul de măsline și usturoiul. Bucătăria continentală este influențată de stilurile culinare maghiar, austriac și turcesc. În acea zonă, predomină carnea, peștele de apă dulce și legumele.
În Croația există două regiuni viticole distincte. Zona continentală din nord-estul țării, în special Slavonia, poate produce vinuri premium, îndeosebi albe. Pe coasta nordică, vinurile de Istria și Krk se aseamănă cu cele produse în Italia vecină, deși mai la sud în Dalmația, norma este dată de vinurile roșii în stil mediteranean. Producția anuală de vin depășește 140 milioane de litri. Deși berea a fost introdusă în țară relativ târziu în secolul al XVIII-lea, consumul anual pe cap de locuitor a fost de 83,3 litri în 2008, plasând Croația pe locul 15 în lume.

### Sport

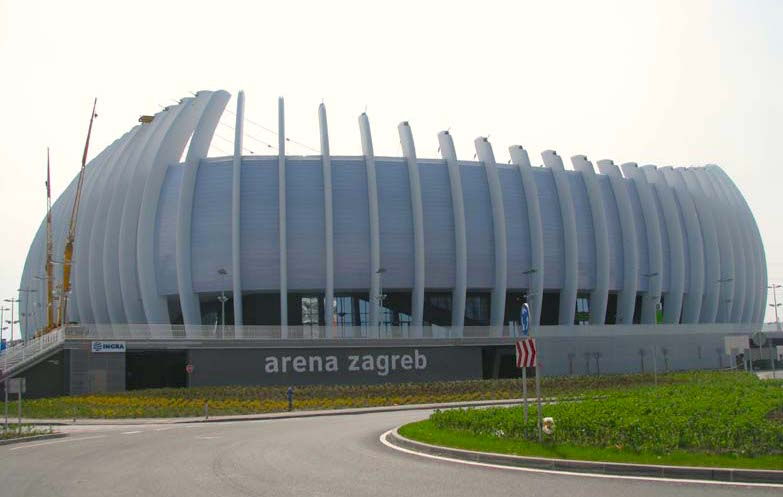
, unul din locurile unde în 2009 s-a desfășurat Campionatul Mondial de Handbal Masculin

În Croația există peste 400.000 de sportivi activi. Din acest număr, 277.000 de croați sunt membri ai asociațiilor sportiveși aproape patru mii sunt membri ai asociațiilor de șah și bridge. Fotbalul este cel mai popular sport. Federația Croată de Fotbal (în croată Hrvatski nogometni savez), cu peste 118.000 de jucători legitimați, este cea mai mare asociație sportivă din țară. Liga de fotbal Prva HNL atrage cel mai mare număr mediu de spectatori din toate ligile sportive profesioniste din țară. În sezonul 2010-2011, întrecerile au atras 458.746 de spectatori. Echipa națională s-a calificat de 5 ori la Campionatele Mondiale de Fotbal, jucând finala la turneul din Rusia în 2018 și obținând medaliile de bronz în 1998.
Sportivii croați participanți la întreceri internaționale de la independența Croației în 1991 au câștigat 33 de medalii olimpice, dintre care zece medali de aur. În plus, sportivii croați au câștigat 13 medalii de aur la campionatele mondiale, inclusiv două la campionatele mondiale de atletism din 2007 și 2009, una la handbal la campionatul mondial masculin din 2003, una la polo pe apă în 2007, una la canotaj la campionatul mondial din 2010, șase la schi alpin în 2003 și 2005 și două la taekwondo în 2007 și 2011. Tenismenii croați au câștigat Cupa Davis în 2005.
Croația a găzduit mai multe competiții sportive importante, între care se numără Campionaul Mondial de Handbal Masculin din 2009, Campionatul Mondial de Tenis de Masă din 2007, Campionatul Mondial de Canotaj din 2000, Universiada de Vară din 1987, Jocurile Mediteraneene din 1979 și mai multe campionate europene. Autoritatea supremă în sport este Comitetul Olimpic Croat (în croată Hrvatski olimpijski odbor), înființat la 10 septembrie 1991 și recunoscut de Comitetul Internațional Olimpic la 17 ianuarie 1992, la timp pentru a permite sportivilor croați să participe la Jocurile Olimpice de Iarnă 1992 de la Albertville, Franța reprezentând țara proaspăt independentă pentru prima oară la Jocurile Olimpice.

### Patrimoniu mondial
Pe lista patrimoniului mondial UNESCO sunt înscrise următoarele obiective din Croația:
- Centrul istoric al Dubrovnikului (1979, 1994)
- Centrul istoric al Splitului cu Palatul lui Dioclețian (1979)
- Parcul național Plitvice (1979, 2000)
- Basilica Euphrasiana și centrul istoric din Poreč (1997)
- Orașul vechi Trogir (1997)
- Catedrala Sf. Iacob din Šibenik (2000)
- Câmpia Stari Grad de pe Insula Hvar (2008)
- Pădurile primare și bătrâne de fag din Carpați și din alte regiuni ale Europei, sit transnațional, cuprinde (din 2017) și trei rezervații din Munții Velebit și Parcul Național Paklenica